# Batalha de Chancellorsville
A Batalha de Chancellorsville foi uma batalha da Guerra de Secessão, e o engajamento principal da Campanha de Chancellorsville. Foi travada de 30 de abril a 6 de maio de 1863, no Condado de Spotsylvania, Virgínia, perto da vila de Chancellorsville. Duas batalhas relacionadas foram travadas nas proximidades em 3 de maio na periferia de Fredericksburg. A campanha colocou em confronto o Exército da União, comandado pelo major-general Joseph Hooker, do Exército do Potomac e um exército com a metade do seu tamanho, do confederado Exército da Virgínia do Norte, comandado pelo general Robert Edward Lee. Chancellorsville é conhecida como a "batalha perfeita" de Lee, porque sua decisão arriscada de dividir seu exército na presença de uma força inimiga muito superior resultou em uma vitória confederada significativa. A vitória, um produto da audácia de Lee e do desempenho de combate tímido de Hooker, foi temperada por pesadas baixas e o ferimento mortal do tenente-general Thomas J. "Stonewall" Jackson em um fogo amigo, uma perda que Lee comparou a perda do meu braço direito".
A Campanha de Chancellorsville começou com a travessia do rio Rappahannock pelo Exército da União na manhã do dia 27 de abril de 1863. Quase ao mesmo tempo, a cavalaria da União sob o comando do major-general George Stoneman iniciou um ataque contra as linhas de abastecimento de Lee. Esta operação foi totalmente ineficaz. Atravessando o rio Rapidan via Germanna e Ely's Fords, a infantaria federal concentrou-se perto de Chancellorsville em 30 de abril. Juntamente com a força da União posicionada em Fredericksburg, Hooker planejou um duplo envolvimento, atacando Lee pela frente e retaguarda, simultaneamente.
Em 1 de maio, Hooker avançou de Chancellorsville em direção a Lee, mas o general confederado dividir seu exército em face da superioridade numérica, deixando uma pequena força em Fredericksburg para impedir o major-general John Sedgwick de avançar, enquanto atacava o avanço de Hooker com cerca de quatro quintos de seu exército. Apesar das objeções de seus subordinados, Hooker recuou seus homens para as linhas defensivas em torno de Chancellorsville, cedendo a iniciativa para Lee. Em 2 de maio, Lee dividiu seu exército novamente, enviando o corpo de exército todo de Stonewall Jackson em uma manobra de flanco que derrotou o XI Corpo de exército. Ao executar um reconhecimento pessoal no avanço de sua linha, Jackson foi ferido pelo fogo de seus próprios homens, e o major-general J. E. B. Stuart temporariamente o substituiu como comandante da corporação.
Os combates mais ferozes da batalha, e o segundo dia mais sangrento da Guerra de Secessão, ocorreu em 3 de maio quando Lee lançou vários ataques contra a posição da União em Chancellorsville, resultando em pesadas perdas de ambos os lados. Nesse mesmo dia, Sedgwick avançou através do rio Rappahannock, derrotou a pequena força confederada em Marye's Heights na Segunda Batalha de Fredericksburg e depois se deslocou para o oeste. Os confederados travaram uma ação bem-sucedida na Batalha de Salem Church e em 4 de maio fizeram com que os homens de Sedgwick recuassem para Banks's Ford, cercando-os em três lados. Sedgwick afastou-se através do baixio na manhã de 5 de maio, e Hooker retirou o restante de seu exército através de U.S. Ford na noite de 5-6 de maio. A campanha terminou em 7 de maio, quando a cavalaria de Stoneman alcançou as linhas de defesa da União a leste de Richmond.

## Antecedentes

### Tentativas da União contra Richmond
No Teatro oriental da Guerra de Secessão, o plano ofensivo básico para a União tinha sido avançar e tomar a capital confederada, Richmond, na Virgínia. Nos dois primeiros anos da guerra, quatro tentativas principais falharam: a primeira fracassou a poucos quilômetros de Washington, D.C., na Primeira Batalha de Bull Run (Primeira Manassas) em julho de 1861. A Campanha da Península, do major-general George B. McClellan, efetuou uma abordagem anfíbia, desembarcando seu Exército do Potomac na península da Virgínia, na primavera de 1862 e avançando até 9,7 quilômetros de Richmond, antes de ser expulso pelo general Robert Edward Lee nas batalhas dos Sete Dias. Naquele verão, o Exército da Virgínia, do major-general John Pope, foi derrotado na Segunda Batalha de Bull Run. Em dezembro de 1862, o major-general Ambrose Burnside comandou o Exército do Potomac e tentou chegar a Richmond via Fredericksburg, onde foi derrotado na batalha de Fredericksburg. Essa sequência de derrotas da União foi interrompida em setembro de 1862, quando Lee movimentou-se por Maryland e sua campanha foi derrotada por McClellan na batalha de Antietam, mas isso não representou qualquer ameaça para Richmond.

### Reorganização do Exército do Potomac
Em janeiro de 1863, o Exército do Potomac, após a batalha de Fredericksburg e a humilhante Marcha na lama, sofreu um aumento de deserções e uma queda do moral. O major-general Ambrose Burnside decidiu realizar um expurgo em massa nas lideranças do Exército do Potomac, exonerando uma série de generais que achou serem os responsáveis pelo desastre em Fredericksburg. Na verdade, ele não tinha poder para demitir ninguém sem a aprovação do Congresso. Previsivelmente, a "faxina" de Burnside não deu em nada, e ele apresentou ao presidente Abraham Lincoln a sua demissão do comando do Exército do Potomac. Até se ofereceu para se afastar totalmente do Exército, mas o presidente o convenceu a ficar, transferindo-o para o Teatro Ocidental, onde se tornou comandante do Departamento do Ohio. O antigo comando de Burnside, o IX Corpo de exército, foi transferido para a península da Virgínia, um movimento que levou os confederados a destacarem tropas do exército de Lee, sob o comando do tenente-general James Longstreet, uma decisão que teria consequências na próxima campanha.
Abraham Lincoln convenceu-se de que o objetivo apropriado para o seu exército do Leste era o exército de Robert Edward Lee, e não um ponto geográfico, como uma cidade capital, porém, ele e seus generais sabiam que a maneira mais confiável de atrair Lee para uma batalha decisiva seria ameaçar a sua capital. Lincoln tentou pela quinta vez com um novo general em 25 de janeiro de 1863, o major-general Joseph Hooker, um homem com uma reputação belicosa que teve um bom desempenho em anteriores comandos subordinados.
Com a saída de Burnside, o major-general William B. Franklin também pediu demissão do posto. Franklin era um firme defensor de George B. McClellan e se recusou a servir sob o comando de Hooker, porque não gostava dele pessoalmente, e também porque tinha uma patente superior a de Hooker. O major-general Edwin Vose Sumner resignou do cargo devido à idade avançada (estava com 65 anos) e saúde precária. Foi transferido para um comando no Missouri, mas morreu antes de poder assumi-lo. O brigadeiro-general Daniel Butterfield foi transferido do comando do V Corpo de exército a ser chefe da equipe de Hooker.
Hooker iniciou uma reorganização do exército, acabando com o sistema de grande divisões criado por Burnside, que Hooker considerava de difícil controle. Ele já não tinha também suficientes oficiais superiores em quem pudesse confiar para comandar as operações com vários corpos de exército ao mesmo tempo. Organizou a cavalaria em um corpo separado sob o comando do brigadeiro-general George Stoneman (que havia comandado o III Corpo de exército em Fredericksburg). Mas, ao mesmo tempo em que concentrava a cavalaria em uma única organização, dispersava seus batalhões de artilharia para o controle dos comandantes de divisão de infantaria, retirando a influência de coordenação do chefe de artilharia do exército. o brigadeiro-general Henry Jackson Hunt.
Durante a primavera de 1863, Hooker criou uma reputação de um administrador excepcional e restaurou o moral dos seus soldados, que havia caído durante o comando de Burnside. Entre suas mudanças estavam: alterações na dieta diária dos soldados, mudanças no campo sanitário, melhorias e responsabilização do sistema de intendência, além de um monitoramento da companhia de cozinheiros, diversas reformas hospitalares, uma melhora no sistema de licenças, ordens para deter o crescimento do número de deserções, melhorias dos exercícios físicos e treinamento mais forte dos oficiais Catton.

### Forças beligerantes
O Exército do Potomac, comandado pelo major-general Joseph Hooker, tinha 133 868 homens e 413 canhões organizado da seguinte forma:
- I Corpo de exército, comandado pelo major-general John Reynolds, com as divisões dos brigadeiros-generais James S. Wadsworth, John C. Robinson, e Abner Doubleday.
- II Corpo de exército, comandado pelo major-general Darius N. Couch, com as divisões dos majores-generais Winfield Hancock e William H. French, e do brigadeiro-general John Gibbon.
- III Corpo de exército, comandado pelo major-general Daniel Sickles, com as divisões do brigadeiro-general David B. Birney, majores-generais Hiram Gregory Berry e Amiel Weeks Whipple.
- V Corpo de exército, comandado pelo major-general George Gordon Meade, com as divisões dos brigadeiros-generais Charles Griffin e Andrew A. Humphreys, e do major-general George Sykes.
- VI Corpo de exército, comandado pelo major-general John Sedgwick, com as divisões dos brigadeiros-generais William T. H. Brooks e Albion P. Howe, o do major-general John Newton, e do coronel Hiram Burnham.
- XI Corpo de exército, comandado pelo major-general Oliver O. Howard, com as divisões dos brigadeiros-generais Charles Devens e Adolph von Steinwehr, e do major-general Carl Schurz.
- XII Corpo de exército, comandado pelo major-general Henry Warner Slocum, com as divisões dos brigadeiros-generais Alpheus S. Williams e John W. Geary.
- Corpo de Cavalaria, comandado pelo major-general George Stoneman, com as divisões dos brigadeiros-generais Alfred Pleasonton, William W. Averell e David McMurtrie Gregg.

O Exército da Virgínia do Norte do general Robert Edward Lee tinha 60.892 homens e 220 canhões, organizado da seguinte forma:
- Primeiro Corpo de exército, comandado pelo tenente-general James Longstreet. Longstreet e a maioria do seu corpo de exército (as divisões do major-general John Bell Hood e as do brigadeiro-general George Pickett, e dois batalhões de artilharia) foram destacados para o serviço no sudeste da Virgínia. As divisões presentes em Chancellorsville eram as dos majores-generais Lafayette McLaws e Richard H. Anderson.
- Segundo Corpo de exército, comandado pelo tenente-general Stonewall Jackson, com as divisões do major-general A. P. Hill, do brigadeiro-general Robert E. Rodes, do major-general Jubal Early, e do brigadeiro-general Raleigh E. Colston.
- Corpo de Cavalaria, comandado pelo major-general J. E. B. Stuart. (O Corpo de exército de Stuart tinha apenas duas brigadas em Chancellorsville, aquelas dos brigadeiros-generais Fitzhugh Lee e W.H.F. "Rooney" Lee. As brigadas dos brigadeiros-generais Wade Hampton e William E. "Grumble" Jones foram destacadas).

A Campanha de Chancellorsville foi um dos confrontos mais desiguais da guerra, com o efetivo da força de combate da União mais do que o dobro da dos confederados, o maior desequilíbrio durante a guerra na Virgínia. O exército de Hooker era muito melhor equipado e estava mais bem descansado depois de vários meses de inatividade. As forças de Lee, por outro lado, eram mal provisionadas e estavam espalhadas por todo o estado da Virgínia. Cerca de 15.000 homens do Corpo de exército de Longstreet tinham sido destacados e baseados perto de Norfolk a fim de bloquearem uma ameaça potencial a Richmond por parte das tropas federais estacionadas em Fort Monroe e Newport News na península da Virgínia, assim como em Norfolk e Suffolk. Devido à prolongada inatividade das tropas federais, a atribuição primária de Longstreet, no final de março, passou a ser a de requisitar provisões para as forças de Lee junto aos fazendeiros e agricultores da Carolina do Norte e da Virgínia. Como consequência disso, as duas divisões do major-general John Bell Hood e do brigadeiro-general George Pickett se encontravam a cerca de 210 quilômetros de distância do exército de Lee e levariam uma semana ou mais de marcha para alcançá-lo em caso de uma emergência. Após quase um ano de campanha, permitir que estes soldados escapassem de seu controle imediato foi o erro de cálculo mais grave de Lee. Embora ele esperasse ser capaz de chamá-los de volta, esses homens não chegariam a tempo para ajudar suas forças em desvantagem numérica.

### Inteligência e estratégia
Meus planos são perfeitos. Que Deus tenha misericórdia do general Lee, porque eu não terei nenhuma.

Major-general Joseph Hooker
O serviço de inteligência de Hooker, com relação ao posicionamento e à capacidade de seu inimigo, era superior ao disponível pelos seus antecessores no comando do Exército do Potomac. Uma reestruturação completa da Agência de Inteligência Militar do exército, que era comandada pelo coronel G. H. Sharpe, fez com que, pela primeira vez, o comandante do exército tivesse uma avaliação muito mais precisa do número de soldados no exército de Lee, de como foram organizados, e onde estavam estacionados. Além de reunir as fontes habituais de informação através de interrogatório dos prisioneiros, desertores, "contrabandos" (escravos), e refugiados, a Agência, pela primeira vez, coordenou o serviço de inteligência de outras fontes, incluindo a infantaria e a cavalaria de reconhecimento, estações de sinalização, e um corpo de balonismo aéreo. O coronel Sharpe também recrutou batedores do exército e espiões da população local para se infiltrar no exército de Lee e relatar diretamente à Agência suas observações. No geral, o novo serviço forneceu a Hooker uma estimativa mais precisa do tamanho das forças que confrontariam seu exército, diferentemente das superestimativas descuidadas que foram fornecidas por Allan Pinkerton e sua agência de detetives para o major-general George B. McClellan durante seu tempo de permanência no comando. Munido com esta informação mais realista, Hooker percebeu que deveria evitar o banho de sangue dos ataques diretos frontais, que foram característicos da batalha de Antietam e, mais recentemente, da de Fredericksburg, e que não teria sucesso em sua travessia do rio Rappahannock, "exceto por estratagema".

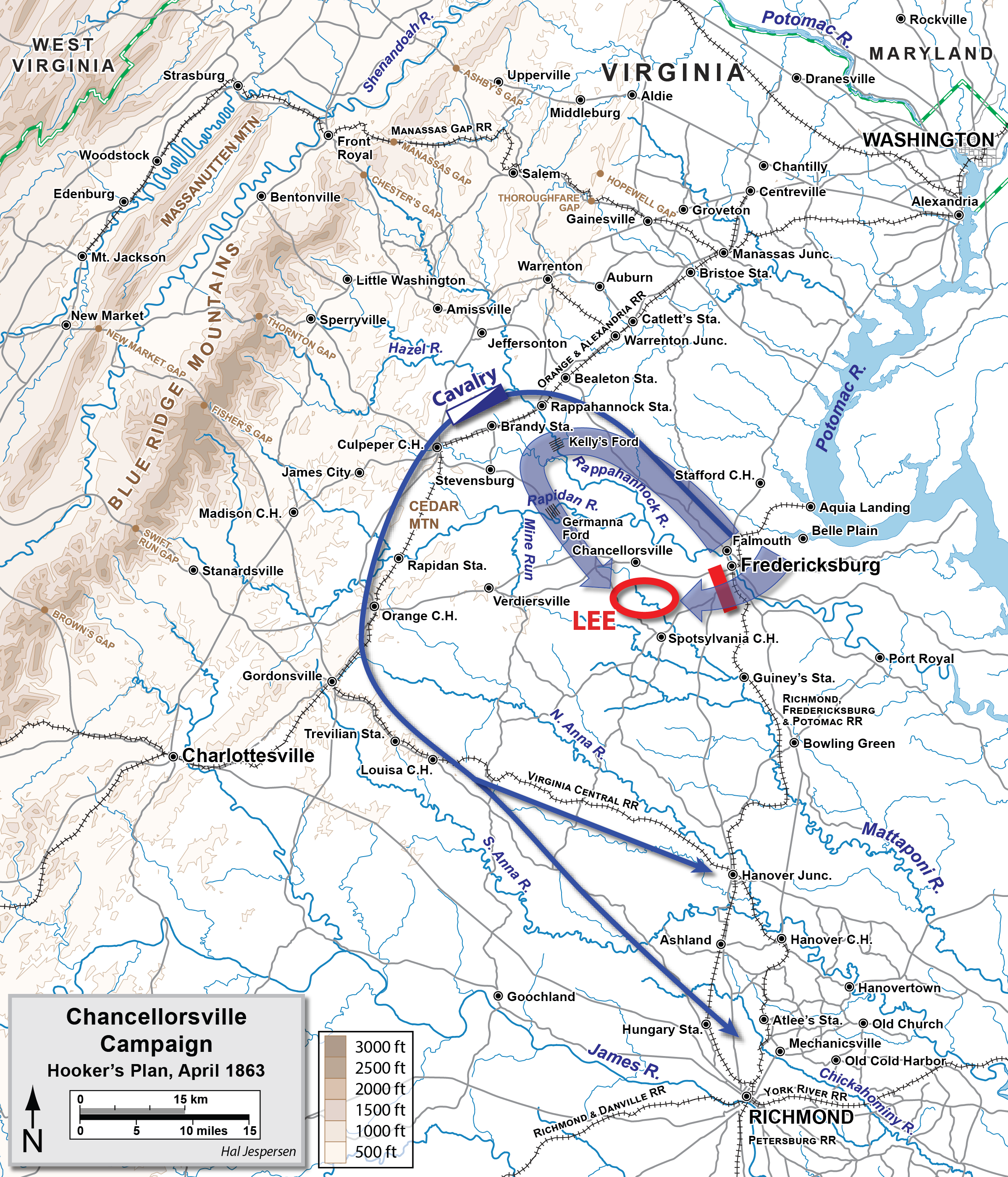
O plano de Hooker para a Campanha de Chancellorsville.
Confederados
União

O exército de Hooker estava posicionado perto do rio Rappahannock, em seus quartéis de inverno em Falmouth e ao redor de Fredericksburg. Hooker desenvolveu uma estratégia que era, no papel, superior a de seus antecessores. Planejou enviar seus 10.000 cavaleiros, sob o comando do major-general George Stoneman, para atravessar o Rappahannock muito distante, rio acima e incursionar bem afastado das áreas da retaguarda confederada, destruindo depósitos de suprimentos cruciais ao longo da ferrovia da capital confederada de Richmond até Fredericksburg, cortando as linhas de comunicação e de abastecimento de Lee. Hooker presumiu que Lee iria reagir a essa ameaça, abandonando suas posições fortificadas no rio Rappahannock e se retiraria na direção de sua capital. Nesse momento, a infantaria de Hooker atravessaria o Rappahannock em perseguição, atacando Lee quando ele estivesse em movimento e vulnerável. Stoneman tentou executar este movimento de rotação em 13 de abril, mas as fortes chuvas tornaram a travessia do rio em Sulphur Spring inviável. O presidente Lincoln lamentou, "temo muito que já seja outro fracasso". Hooker foi forçado a criar um novo plano para uma reunião com Lincoln, o Secretário da Guerra Edwin M. Stanton, e o general em chefe Henry Wager Halleck em Aquia, em 19 de abril.

No conjunto, eu acho que esse plano foi decididamente a melhor estratégia concebida em qualquer uma das campanhas já lançadas contra [o Exército da Virgínia do Norte]. E a execução dele foi, também, excelentemente gerida, até a manhã de 1 de maio.

Oficial confederado de artilharia Edward Porter Alexander
O segundo plano de Hooker foi o lançamento de sua cavalaria e infantaria, simultaneamente, em um ousado duplo envolvimento do exército de Lee. A cavalaria de Stoneman faria uma segunda tentativa de sua estratégica invasão distante da retaguarda do exército de Lee, mas, ao mesmo tempo, 42 mil homens nos três corpos de exército (V, XI, XII Corpo de exército) furtivamente marchariam para atravessar o Rappahannock, rio acima, em Kelly's Ford. Eles, então, avançariam na direção sul e cruzariam o rio Rapidan em Germanna e Ely's Ford, concentrando-se no cruzamento de Chancellorsville, e efetuando o ataque ao exército de Lee pelo oeste. Enquanto o ataque estivesse em andamento, 10 mil homens em duas divisões do II Corpo de exército II cruzariam o rio em U.S. Ford e se juntariam ao V Corpo de exército forçando os confederados a se afastarem das proximidades do rio. A segunda metade do duplo envolvimento era se aproximar vindos do leste: 40.000 homens em dois corpos de exército (I e VI Corpo de exército, sob o comando geral de John Sedgwick) iria atravessar o rio Rappahannock, abaixo de Fredericksburg e ameaçaria atacar a posição de Stonewall Jackson no flanco direito confederado. Os restantes 25 mil homens (III Corpo de exército e uma divisão do II Corpo de exército) permaneceriam visíveis em seus acampamentos em Falmouth para desviar a atenção confederada do movimento de giro. Hooker previu que Lee ou seria forçado a recuar, e então seria perseguido com determinação, ou seria forçado a atacar o Exército da União em terreno desfavorável.
Uma das características determinantes do campo de batalha era uma densa floresta ao sul do rio Rapidan conhecida localmente como o "Sertão de Spotsylvania". A área tinha sido tempos atrás uma floresta decídua temperada, mas durante a época colonial as árvores foram gradualmente derrubadas para transformarem-se em carvão para fornos de ferro-gusa locais. Quando o fornecimento de madeira estava exaurido, os fornos foram abandonados e ocorreu o crescimento da floresta secundária, criando uma massa densa de arbustos, moitas, cipós, e de vegetação de baixa altura. O Forno Catherine, abandonado na década de 1840, tinha sido recentemente reativado para a produção de ferro para o esforço de guerra confederado. Esta área era em grande parte inadequada para a implantação da artilharia e o controle de grandes formações de infantaria, o que anularia algumas das vantagens da União em força militar. Era importante para o plano de Hooker que seus homens se deslocassem rapidamente para fora desta área e atacassem Lee em terreno aberto para o leste. Existiam três estradas principais disponíveis para este deslocamento de oeste para leste: a Orange Plank Road, a Orange Turnpike, e a River Road.
As disposições confederadas eram as seguintes: a linha de defesa Rappahannock em Fredericksburg era ocupada pela divisão de Lafayette McLaws, do Segundo Corpo de exército de Longstreet em Marye's Heights, com todo o Primeiro Corpo de exército de Jackson à sua direita. A divisão de Early estava em Prospect Hill e as divisões de Rodes, Hill, e Colston estendiam-se pelo flanco direito confederado ao longo do rio, quase em Skinker's Neck. A outra divisão presente do Corpo de exército de Longstreet, a de Anderson, guardava as travessias do rio no flanco esquerdo. A cavalaria de Stuart estava em grande parte do condado de Culpeper, perto de Kelly's Ford, além do flanco esquerdo da infantaria.

### 27-30 de abril: deslocamento para a batalha
Em 27-28 de abril, os primeiros três Corpos de exército do Exército do Potomac iniciaram sua marcha, sob a liderança de Slocum. Eles atravessaram os rios Rappahannock e Rapidan como planejado, e começaram a concentrar-se, em 30 de abril, em torno do vilarejo de Chancellorsville, que era um pouco mais do que uma única mansão de tijolos, na junção das estradas Orange Turnpike e Orange Plank Road. Construída no início do século XIX, tinha sido usada como pousada na estrada pedagiada por muitos anos, mas agora servia de casa para a família Frances Chancellor. (Alguns membros da família permaneceram na casa durante a batalha.) Hooker chegou ao final da tarde de 30 de abril e fez da mansão seu quartel-general. A cavalaria de Stoneman começou, em 30 de abril, sua segunda tentativa para chegar às áreas na retaguarda de Lee. As duas divisões do II Corpo de exército cruzaram o rio em  U.S. Ford em 30 de abril, sem oposição. Ao amanhecer de 29 de abril, pontes flutuantes foram colocadas no Rappahannock ao sul de Fredericksburg e a força de Sedgwick iniciou a travessia. Satisfeito com o sucesso da operação até agora, e percebendo que os confederados não estavam se opondo vigorosamente às travessias do rio, Hooker ordenou que Sickles iniciasse o deslocamento do III Corpo de exército a partir de Falmouth na noite de 30 de abril - 1 de maio. Em 1 de maio, Hooker tinha aproximadamente 70 mil homens concentrados em torno de Chancellorsville.
Em seu quartel-general de Fredericksburg, Lee estava inicialmente sem saber das intenções da União e suspeitou que a coluna principal, sob o comando de Slocum, estivesse seguindo em direção a Gordonsville. A cavalaria de Jeb Stuart ficou inicialmente isolada do exército confederado por ocasião da partida de Stoneman em 30 de abril, mas logo foi capaz de se mover livremente em torno dos flancos do exército em suas missões de reconhecimento, depois de quase todos os seus pares homólogos da União terem deixado a área. Quando a informação do serviço de inteligência de Stuart sobre os cruzamentos do rio pela União começou a chegar, Lee não reagiu como Hooker havia antecipado. Decidiu violar um dos princípios de guerra geralmente aceito e dividiu sua força em face de um inimigo superior numericamente, na esperança de que a ação agressiva lhe permitisse atacar e derrotar uma parte do exército de Hooker antes que ele pudesse estar totalmente concentrado contra ele. Convenceu-se de que a força de Sedgwick iria manifestar-se contra ele, mas não se tornaria uma séria ameaça, e sendo assim, ordenou que cerca de quatro quintos do seu exército enfrentasse a provocação de Chancellorsville. Deixou para trás uma brigada sob o comando do brigadeiro-general  William Barksdale na fortificada Marye's Heights por trás de Fredericksburg e uma divisão sob o comando do major-general Jubal Early, em Prospect Hill, ao sul da cidade. Estes cerca de 11 mil homens e 56 canhões tentariam resistir a qualquer avanço dos 40 mil homens de Sedgwick. Ordenou que Stonewall Jackson marchasse para o oeste e articular-se com a divisão do major-general Richard H. Anderson, que havia se afastado da guarda da travessia do rio e iniciado a cavar trincheiras no sentido norte-sul entre as igrejas Zoan e Tabernacle. A divisão de McLaws recebeu ordens de Fredericksburg para se juntar a Anderson. Isso somaria 40 000 homens para enfrentar o movimento de Hooker a leste de Chancellorsville. Felizmente para os confederados, um forte nevoeiro ao longo do rio Rappahannock mascarou alguns desses movimentos para o oeste e Sedgwick preferiu esperar até que pudesse determinar as intenções do inimigo.

## Batalha

### 1 de maio: Hooker acovarda-se

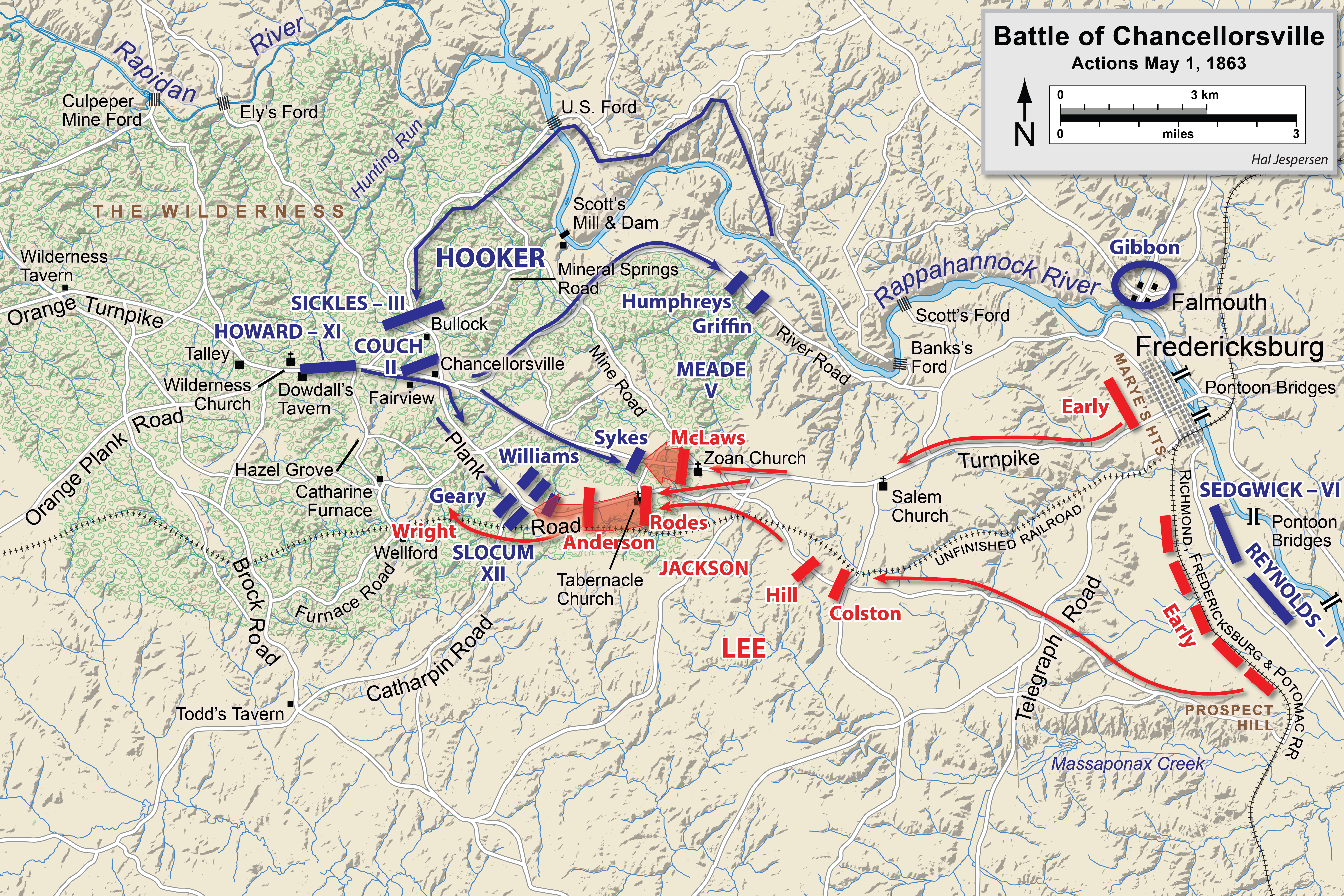
Chancellorsville, ações em 1 de maio.

Os homens de Jackson começaram a marchar para o oeste para se juntar a Anderson antes do amanhecer de 1 de maio. Jackson se encontrou com Anderson próximo da igreja Zoan às oito horas da manhã, sendo informado de que a divisão de McLaws já tinha chegado para se juntar à posição defensiva. Mas Stonewall Jackson não estava com um estado de espírito defensivo. Ordenou um avanço às onze horas ao longo das duas estradas em direção a Chancellorsville: a divisão McLaws e a brigada do brigadeiro-general William Mahone seguiram pela Turnpike, e as outras brigadas de Anderson e as unidades recém-chegadas de Jackson seguiram pela Plank Road. Ao mesmo tempo, Hooker ordenou aos seus homens para avançarem por três estradas da região em direção ao leste: as duas divisões do V Corpo de exército de Meade (Griffin e Humphreys) pela River Road para proteger Banks's Ford, e o restante da divisão (Sykes) por Turnpike; o XII Corpo de exército de Slocum seguiria por Plank Road, com o XI Corpo de exército de Howard acompanhando de perto para dar apoio. O II Corpo de exército de Couch foi deixado na reserva, onde logo se juntaria ao III Corpo de exército de Sickles.
Os primeiros tiros da Batalha de Chancellorsville foram disparados às 11:20 horas quando os exércitos se encontraram. O ataque inicial de McLaws fez com que a divisão de Sykes recuasse, mas o geral da União organizou um contra-ataque que recuperou o terreno perdido. Anderson, em seguida, enviou uma brigada sob o comando do brigadeiro-general Ambrose R. Wright até uma ferrovia inacabada ao sul de Plank Road, em torno do flanco direito do corpo de exército de Slocum. Isto normalmente seria um sério problema, mas o IX Corpo de exército de Howard estava avançando pela retaguarda e conseguiu lidar com Wright. A divisão de Sykes tinha avançado mais à diante do que a de Slocum à sua direita, deixando-o em uma posição exposta, o que o obrigou a realizar uma retirada ordenada às duas horas da tarde para assumir uma posição atrás da divisão de Hancock do II Corpo de exército, que recebeu ordem de Hooker para avançar e ajudar a repelir o ataque confederado. Outras duas divisões da Meade fizeram bons progressos na River Road e estavam se aproximando do seu objetivo, Banks's Ford.

As tentativas modernas para reabilitar e fumigar a reputação de Joe Hooker normalmente e notavelmente empregam uma defesa especial em relação às dificuldades de se movimentar no Sertão de Spotsylvania. Tais argumentos, na verdade, enfatizam o fator marcante de 1 de maio: sair daquele sertão certamente era a própria essência das necessidades do general. Quando ele abandonou a chance de alcançar esse objetivo desejável, Hooker de uma vez passou a iniciativa, com todas as suas vantagens, para Lee. O confederado faria uso excelente da oportunidade.

Robert K. Krick, A Maior Vitória de Lee
Apesar de estar em uma situação potencialmente favorável, Hooker suspendeu logo a sua ofensiva. Suas ações podem ter demonstrado sua falta de confiança em lidar com as ações complexas de uma organização tão grande pela primeira vez (ele tinha sido um eficaz e agressivo comandante de divisão e corpo de exército em batalhas anteriores), mas tinha também decidido antes do início da campanha que lutaria a batalha defensivamente, forçando Lee, com seu pequeno exército, a atacar o exército maior de Hooker. Na [Primeira] Batalha de Fredericksburg (13 de dezembro de 1862), o exército da União tomou a iniciativa do ataque e sofreu uma derrota sangrenta. Hooker sabia que Lee não poderia aceitar uma derrota e manteria um efetivo do exército no campo de batalha, sendo assim, ordenou que seus homens retornassem ao Sertão de Spotsylvania e tomassem uma posição defensiva em torno de Chancellorsville, deixando para Lee a iniciativa de atacá-lo ou retirar-se tendo uma força superior em sua perseguição. Ele confundiu as coisas ao emitir uma segunda ordem a seus subordinados para manterem suas posições até as cinco horas da tarde, mas quando a ordem foi recebida, a maioria das unidades da União já tinha iniciado seu retorno. Naquela noite, Hooker enviou uma mensagem para seus comandantes de corpos de exército, "O major-general no comando confia em que a suspensão do ataque hoje irá encorajar o inimigo a atacá-lo".

Eu já havia me preparado para um movimento retrógrado ou algo do tipo, mas ouvir dos próprios lábios [de Hooker] que as vantagens obtidas pelas marchas de sucesso de seus tenentes foram para culminar em uma batalha defensiva em um ninho de moitas, foi demais, e eu me retirei da sua presença com a crença de que o meu comandante general era um demagogo.

Major-general da União Darius N. Couch
Os subordinados de Hooker ficaram surpresos e indignados com a mudança de planos. Eles viram que a posição em que eles estavam lutando por perto da igreja Zoan era um terreno relativamente alto e oferecia melhores condições para a infantaria e a artilharia atuarem fora das restrições encontradas no Sertão de Spotsylvania. Meade exclamou: "Meu Deus, se não podemos nos manter no topo do morro, certamente não podemos nos manter na base dele!" Visualizando através da lente de uma visão retrospectiva, alguns dos participantes e muitos historiadores modernos julgaram que Hooker efetivamente perdeu a campanha em 1 de maio. Stephen W. Sears observou, no entanto, que a preocupação de Hooker era baseada em mais do que timidez pessoal. O terreno em disputa era pouco mais do que uma clareira na mata, cujo acesso era disponível por apenas duas estradas estreitas. A resposta confederada foi rapidamente concentrar o agressivo corpo de exército de Stonewall Jackson contra suas colunas avançadas de tal forma que o exército federal estivesse em desvantagem numérica naquela área, cerca de 48.000 para 30.000, e tivesse dificuldade em manobrar eficazmente nas linhas de batalha. As duas divisões de Meade na River Road estavam tão isoladas para que pudessem servir de apoio para Slocum e Sykes, e os reforços do restante do II Corpo e do III Corpo de exército demorariam muito para chegar.
Enquanto as tropas da União cavavam trincheiras em torno de Chancellorsville naquela noite, criando parapeitos com abatises, Lee e Stonewall Jackson reuniam-se no cruzamento das estradas Plank Road e Furnace Road para planejar seu próximo passo. Jackson acreditava que Hooker recuaria em direção ao rio Rappahannock, mas Lee acreditava que o general da União tinha investido muito na campanha para retirar-se tão precipitadamente. Se as tropas federais estivessem ainda na posição em 2 de maio, Lee iria atacá-los. Enquanto discutiam suas opções, o comandante da cavalaria J.E.B. Stuart  chegou com um relatório do serviço de inteligência de seu subordinado, o brigadeiro-general Fitzhugh Lee. Embora o flanco esquerdo de Hooker estivesse firmemente apoiado pelo V Corpo de exército de Meade, no Rappahannock, e seu centro estivesse fortemente fortificado, seu flanco direito estava "no ar". O XI Corpo de exército de Howard estava acampado na estrada Orange Turnpike, estendendo-se até a igreja Wilderness, e era vulnerável a um ataque de flanco. A procura por uma rota a ser utilizada que chegasse ao flanco identificou o proprietário do Forno Catherine, Charles C. Wellford, que indicou ao cartógrafo de Jackson, Jedediah Hotchkiss, uma estrada recentemente construída através da mata que iria proteger os soldados da observação dos piquetes da União. Lee instruiu Jackson para fazer a marcha de flanco, uma manobra semelhante a uma que tinha sido tão bem sucedida anteriormente na Segunda Batalha de Bull Run (Segunda Manassas). Um relato de Hotchkiss recorda que Lee perguntou a Jackson quantos homens ele precisaria para a marcha de flanco e Jackson respondeu: "com o meu comando inteiro".

### 2 de maio: o ataque de Jackson pelo flanco

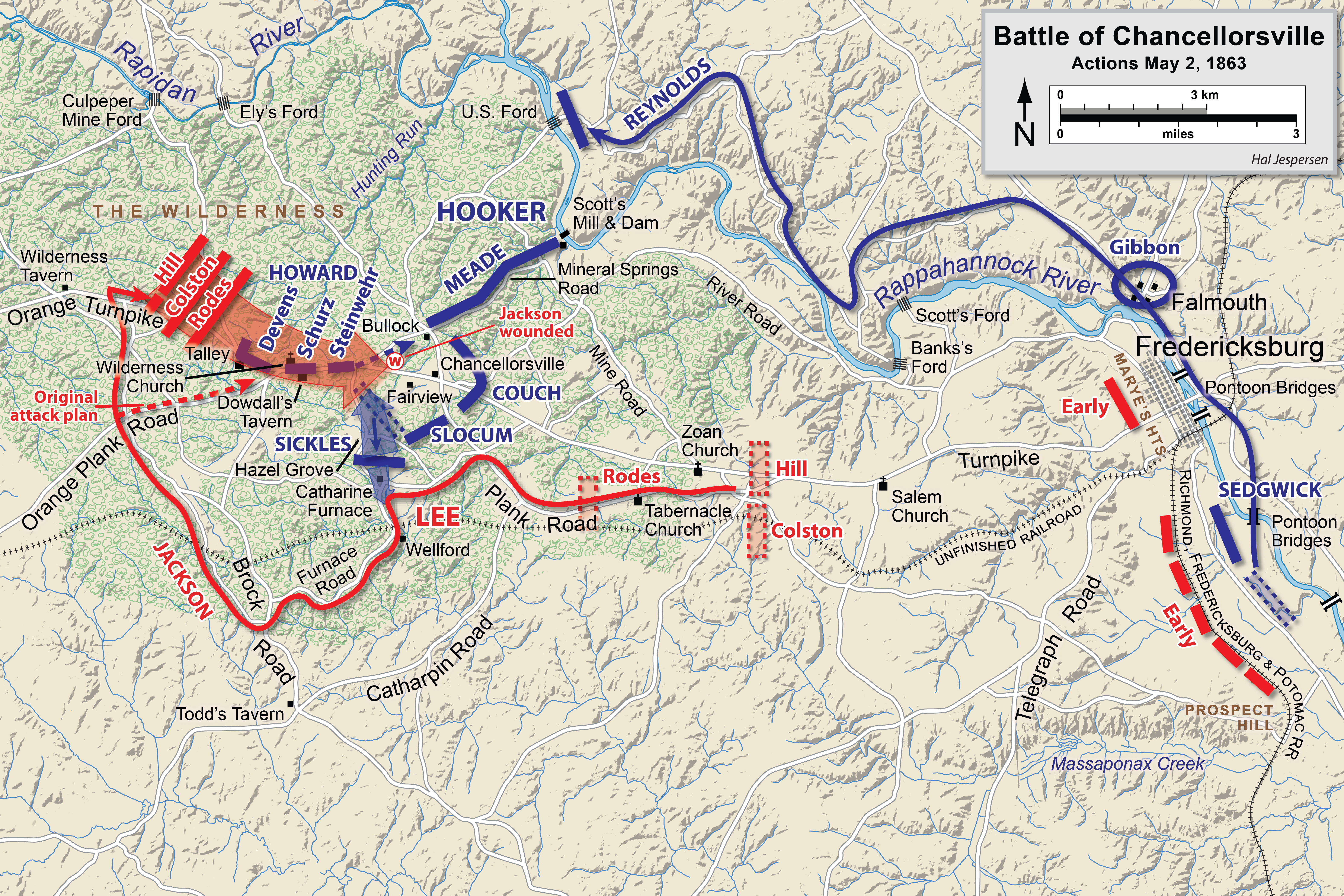
Chancellorsville, ações em 2 de maio.

No início da manhã de 2 de maio, Hooker começou a perceber que as ações de Lee em 1 de maio não haviam sido limitadas às ameaças à força de Sedgwick em Fredericksburg. Ele decidiu chamar o I Corpo de exército do major-general John Reynolds para reforçar suas linhas em Chancellorsville. Sua intenção era a de que Reynolds se posicionasse à direita do XI Corpo de exército e protegesse o flanco direito da União no rio Rapidan. Dado o caos das comunicação de 1 de maio, Hooker teve a impressão equivocada de que Sedgwick havia se retirado do rio Rappahannock e, com base nisso, o VI Corpo de exército deveria permanecer na margem norte do rio, em frente à cidade, onde ele poderia proteger os suprimentos do exército e o abastecimento da linha de defesa. (Na verdade, tanto Reynolds, quanto Sedgwick ainda estavam a oeste do rio Rappahannock, ao sul da cidade.) Hooker enviou suas ordens às 01h55 da madrugada, na esperança que Reynolds fosse capaz de iniciar a marcha antes do amanhecer, mas os problemas com suas comunicações via  telégrafo atrasaram a ordem para Fredericksburg até pouco antes do nascer do sol. Reynolds foi forçado a fazer uma marcha arriscada à luz do dia. Na tarde de 2 de maio, quando ele já deveria estar posicionado à direita da União, em Chancellorsville, ele ainda estava marchando ao longo do rio Rappahannock.
Enquanto isso, pela segunda vez, Lee estava dividindo o seu exército. Jackson levaria seu Segundo Corpo de exército com 28.000 homens para atacar o flanco direito da União, enquanto Lee União exercendo pessoalmente o comando das restantes duas divisões, cerca de 13.000 homens e 24 canhões enfrentaria os 70 000 soldados da União em Chancellorsville. Para o plano dar certo, várias coisas teriam que acontecer. Primeiro, Jackson tinha que realizar uma marcha de 19 quilômetros pelas estradas da região para alcançar o flanco direito da União, e tinha que fazer isso sem ser detectado. Segundo, Hooker teria que permanecer imóvel na defensiva. Em terceiro lugar, Early teria que manter Sedgwick controlado em Fredericksburg, apesar da vantagem de quatro contra um a favor da União. E quando Jackson lançasse seu ataque, ele tinha a esperança de que as forças da União estivessem despreparadas.
Todas essas condições foram cumpridas. A cavalaria confederada, sob o comando de Stuart, desviou a atenção da maioria das forças da União para não notarem Jackson em sua longa marcha pelo flanco, que começou entre 7 e 8 horas da manhã e durou até o meio da tarde. Vários soldados confederados viram o balão de observação da União Eagle pairando sobre eles e acharam que poderiam ter sido vistos, mas nenhum relatório foi enviado para o quartel-general em Chancellorsville. Quando os homens do III Corpo de exército avistaram uma coluna confederada movendo-se através da mata, seu comandante de divisão, o brigadeiro-general David B. Birney, ordenou que sua artilharia abrisse fogo, mas isso foi pouco mais do que um assédio. O comandante do corpo, Sickles, cavalgou para Hazel Grove para ver por si mesmo e relatou depois da batalha, que seus homens observaram os confederados passando por mais de três horas.
Quando Hooker recebeu o relatório sobre o movimento confederado, ele achou que Lee poderia estar começando uma retirada, mas também percebeu que uma marcha de flanco poderia estar em andamento. Ele realizou duas ações. Primeiro, enviou uma mensagem às 9:30 horas da manhã para o major-general Oliver O. Howard, no seu flanco direito: "Temos boas razões para acreditar que o inimigo está se movendo à nossa direita. Por favor, avance seus piquetes para observarem, o mais longe que eles puderem de maneira segura, a fim de obterem informações à tempo de sua aproximação". Às 10h50 da manhã, Howard respondeu que estava "tomando medidas para resistir a um ataque vindo do oeste". A segunda ação de Hooker foi a de enviar ordens para Sedgwick ("atacar o inimigo em sua frente" se "uma oportunidade se apresentasse com uma expectativa razoável de sucesso") e para Sickles ("avançar cautelosamente em direção à estrada seguida pelo inimigo, e atrapalhar o movimento tanto quanto possível"). Sedgwick não tomou nenhuma medida com relação às ordens discricionárias. Sickles, no entanto, ficou entusiasmado quando recebeu a ordem ao meio-dia. Enviou a divisão de Birney, ladeada por dois batalhões de atiradores do coronel Hiram Berdan, em direção ao sul de Hazel Grove com ordens para furar a coluna e ganhar a posse da estrada. Mas a ação veio tarde demais. Jackson havia ordenado para o 23º de Infantaria da Geórgia para proteger a retaguarda da coluna e eles resistiram ao avanço de Birney e Berdan em Catherine Furnace. Os georgianos foram forçados a recuarem na direção sul e montaram acampamento no mesmo leito da ferrovia inacabada utilizada pela Brigada de Wright no dia anterior. Foram duramente atacados por volta das cinco horas da tarde e a maioria foi capturada. Duas brigadas da divisão de A. P. Hill retornaram da marcha de flanco e evitaram mais danos à coluna de Jackson, que já havia deixado a área.
A maioria dos homens de Jackson não tiveram conhecimento da pequena ação ocorrida na retaguarda de sua coluna. Enquanto marchavam para o norte na Brock Road, Jackson se preparou para virar à direita na estrada Orange Plank, de onde os seus homens iriam atacar as linhas da União nas proximidades da igreja Wilderness. Porém, tornou-se evidente que essa direção levaria essencialmente a um ataque frontal contra a linha de Howard. Fitzhugh Lee encontrou-se com Jackson e eles subiram uma colina com uma vista privilegiada da posição da União e Jackson ficou encantado ao ver que os homens de Howard estavam descansando, sem saberem da iminente ameaça confederada. Embora fosse três horas da tarde, Jackson decidiu continuar a marcha com seus homens duas milhas adiante e virar à direita na estrada Turnpike, permitindo-lhe atingir diretamente o flanco desprotegido. A formação de ataque consistia em duas linhas - as divisões dos brigadeiros-generais Robert E. Rodes e Raleigh E. Colston - estendendo-se por quase uma milha de cada lado da estrada, separadas por cerca de 150 metros, acompanhadas por uma linha parcial, com a chegada da divisão de A. P. Hill.

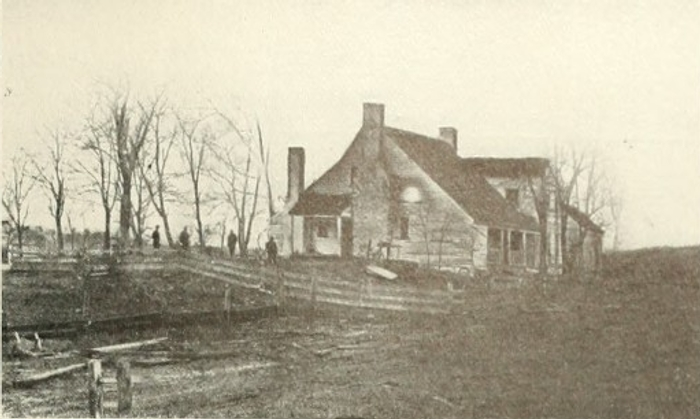
A taverna de Dowdall era o quartel-general do general da União Oliver O. Howard até ele ser surpreendido e expulso pelas tropas confederadas de Stonewall Jackson em 2 de maio.
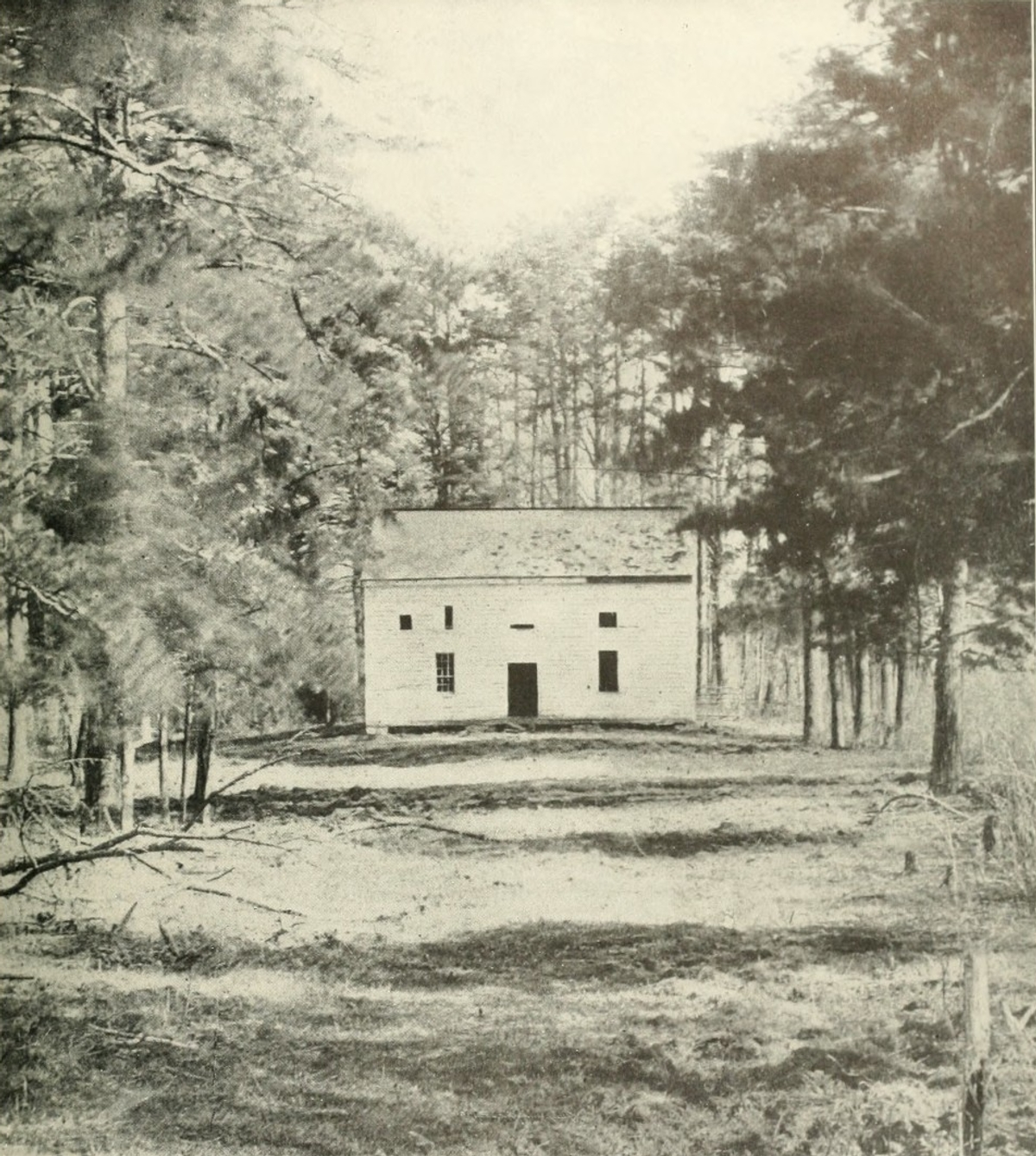
A igreja Wilderness em Chancellorsville era o centro de um acampamento construído pela divisão do general da União Schurz durante o ataque surpresa pelo flanco de Stonewall Jackson.
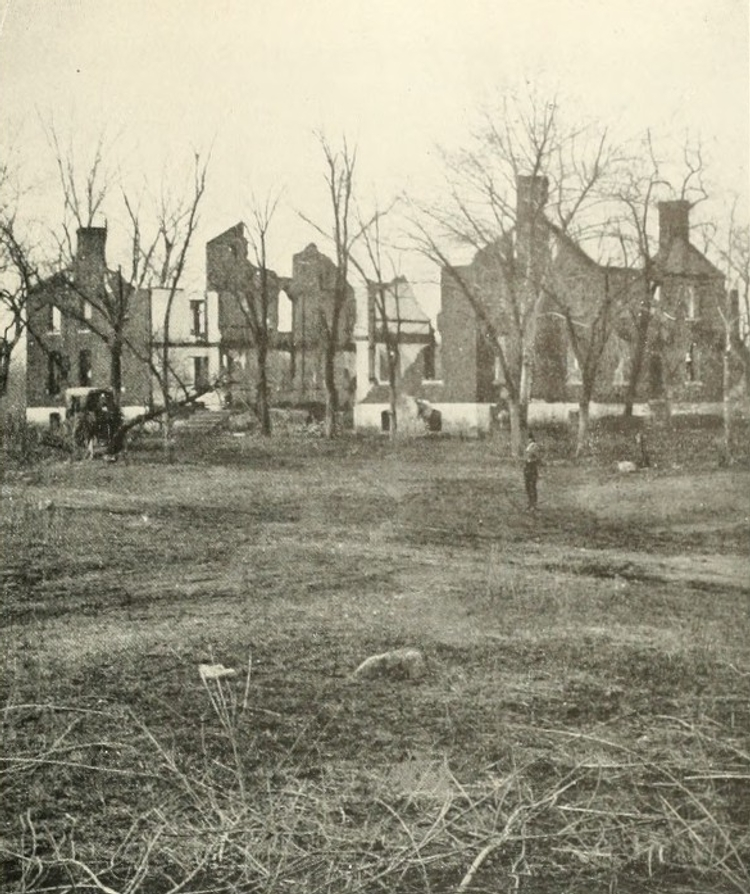
A Casa Chancellor foi o quartel-general do general Joseph Hooker durante a batalha.

Contribuíram significativamente para o iminente desastre da União a índole do XI Corpo de exército da União e o desempenho incompetente de seu comandante, o major-general Oliver O. Howard. Howard não conseguiu fazer qualquer disposição para se defender contra um ataque surpresa, apesar de ter-lhe sido ordenado a fazê-lo. O flanco direito da União não estava protegido por qualquer obstáculo natural, e a única defesa contra um ataque de flanco consistia de dois canhões apontados para a mata. Além disso, o XI Corpo de exército era uma organização com baixo moral. O corpo tinha sido originalmente comandado pelo brigadeiro-general Franz Sigel, um general político, nomeado por causa de suas visões abolicionistas. Embora inepto como comandante, era muito popular com os alemães, que tinham um ditado "I fights mit Sigel". Durante a primavera de 1862, o corpo de exército de Sigel foi destacado do Exército principal do Potomac e enviado para o vale do Shenandoah, onde foi derrotado pelas forças de Stonewall Jackson em Cross Keys. Após a Campanha da Península, foi anexado ao Exército da Virgínia do major-general John Pope, onde não se saiu melhor, tendo um desempenho ruim na Segunda Bull Run. O XI Corpo de exército não participou das campanhas de Antietam ou Fredericksburg, e após Hooker assumiu o comando do exército Sigel foi demitido e substituído por Howard. Ele exonerou uma série de generais populares e os substituiu por homens como o brigadeiro-general Francis C. Barlow, um disciplinador feroz que era conhecido por golpear retardatários com o lado sem corte de sua espada. Muitos dos imigrantes tinham dificuldade em falar o inglês e eles eram discriminados pelo restante do Exército do Potomac, onde todos os imigrantes não irlandeses eram chamados de "alemães". Na verdade, metade do XI Corpo de exército consistia de nativos americanos, principalmente do centro-oeste, mas era com os imigrantes que o corpo passou a ser associado. A preparação do corpo também era deficiente. Dos vinte e três regimentos, oito não tinham experiência de combate, e os quinze restantes nunca haviam lutado do lado vencedor de uma batalha. E embora muitos dos imigrantes tivessem servido nos exércitos europeus, eles tendiam a não ter um bom desempenho sob a disciplina relaxada dos militares voluntários americanos. Devido a esses fatores, Hooker havia posicionado o XI Corpo de exército no seu flanco e não tinha planos maiores para ele, exceto como uma força reserva ou de reparação após o término da luta principal.
Em torno das 05h30 da tarde, Os 21 500 homens de Jackson saíram da mata gritando o rebel yell. A maioria dos homens do XI Corpo de exército estava sentada à mesa para jantar e tinham seus fuzis descarregados e empilhados. Sua primeira percepção do ataque iminente foi a observação de inúmeros animais, como coelhos e raposas, fugindo em sua direção. Após a divisão do brigadeiro-general Charles Devens, ser derrotada, o major-general Carl Schurz ordenou que sua divisão fizesse uma mudança de alinhamento, de leste-oeste para norte-sul, o que fizeram com incrível precisão e velocidade. Porém, eles foram superados de forma significativa em ambos os lados pelo ataque confederado e Schurz ordenou uma retirada às 6h30 da tarde. O general Howard parcialmente redimiu o seu desempenho inadequado antes da batalha com sua bravura pessoal na tentativa de reagrupar as tropas. Ficou gritando e agitando uma bandeira presa sob o coto de seu braço amputado (perdido na batalha de Seven Pines em 1862), ignorando o perigo do fogo pesado dos rifles, mas ele pode reunir apenas pequenos bolsões de soldados para resistirem antes que seu corpo de exército se desintegrasse. Vários milhares de homens de Howard reuniram-se em Fairview, uma clareira na estrada da mansão Chancellor, onde 37 canhões do XII Corpo de artilharia foram trazidos da divisão agora desorganizada de Rodes. Hooker exortou a divisão do major-general Hiram Gregory Berry, do III Corpo de exército, para defender uma linha de meia milha de Chancellorsville com suas baionetas, mas nesse tempo, o ímpeto do ataque tinha passado.
Ao cair da noite, o Segundo Corpo de exército confederado tinha avançado mais de 1,5 quilômetro, para dentro da vista de Chancellorsville, mas a escuridão e a confusão cobraram seu preço. Os atacantes estavam quase tão desorganizados como os defensores. Embora o XI Corpo de exército ter sido derrotado, seria incorreto caracterizar a ação como a de milhares de homens simplesmente fugindo para salvarem suas vidas. O corpo sofreu cerca de 2 500 baixas (259 mortos, 1 173 feridos e 994 desaparecidos ou capturados), cerca de um quarto de sua força, incluindo 12 dos 23 comandantes de regimento, o que indica que eles lutaram ferozmente durante a retirada. A força de Jackson estava agora separada dos homens de Lee apenas pelo corpo de exército de Sickles, que tinha sido separado do corpo principal do exército após a sua incursão atacando a coluna de Jackson no início da tarde. Por volta das nove horas da noite, os homens de Sickles retornaram para Hazel Grove, mas o dia ainda não tinha terminado. Entre as onze e a meia-noite, Sickles organizou um ataque ao norte de Hazel Grove em direção à estrada Plank, mas suspendeu-o quando seus homens começaram a receber o fogo de artilharia e rifles do XII Corpo de exército.
Stonewall Jackson queria tirar proveito de sua vantagem antes que Hooker e seu exército pudessem se reorganizar e planejar um contra-ataque, que poderia ainda ter sucesso devido à sua enorme disparidade numérica. Cavalgou pela estrada Plank naquela noite para verificar a viabilidade de um ataque noturno com o auxílio da claridade da lua cheia, seguindo adiante de seus homens mais avançados. Quando um dos oficiais de sua equipe o alertou sobre sua atitude perigosa, Jackson respondeu: "O perigo está por toda a parte. O inimigo está derrotado. Volte e diga a A. P. Hill para exercer pressão à direita." Quando ele e sua equipe começaram a voltar, foram confundidos com a cavalaria da União pelos homens do 18º de Infantaria da Carolina do Norte, que receberam Jackson com fogo amigo. Três balas atingiram Jackson mas ele não correu risco de morte. Seu braço esquerdo estava quebrado e teve de ser amputado. Jackson contraiu pneumonia e morreu em 10 de maio. Sua morte foi uma perda devastadora para a Confederação. Alguns historiadores e participantes da guerra, particularmente aqueles do movimento pós-guerra Lost Cause, atribuem a derrota confederada em Gettysburg aos dois meses de ausência de Jackson.

### 3 de maio: Chancellorsville

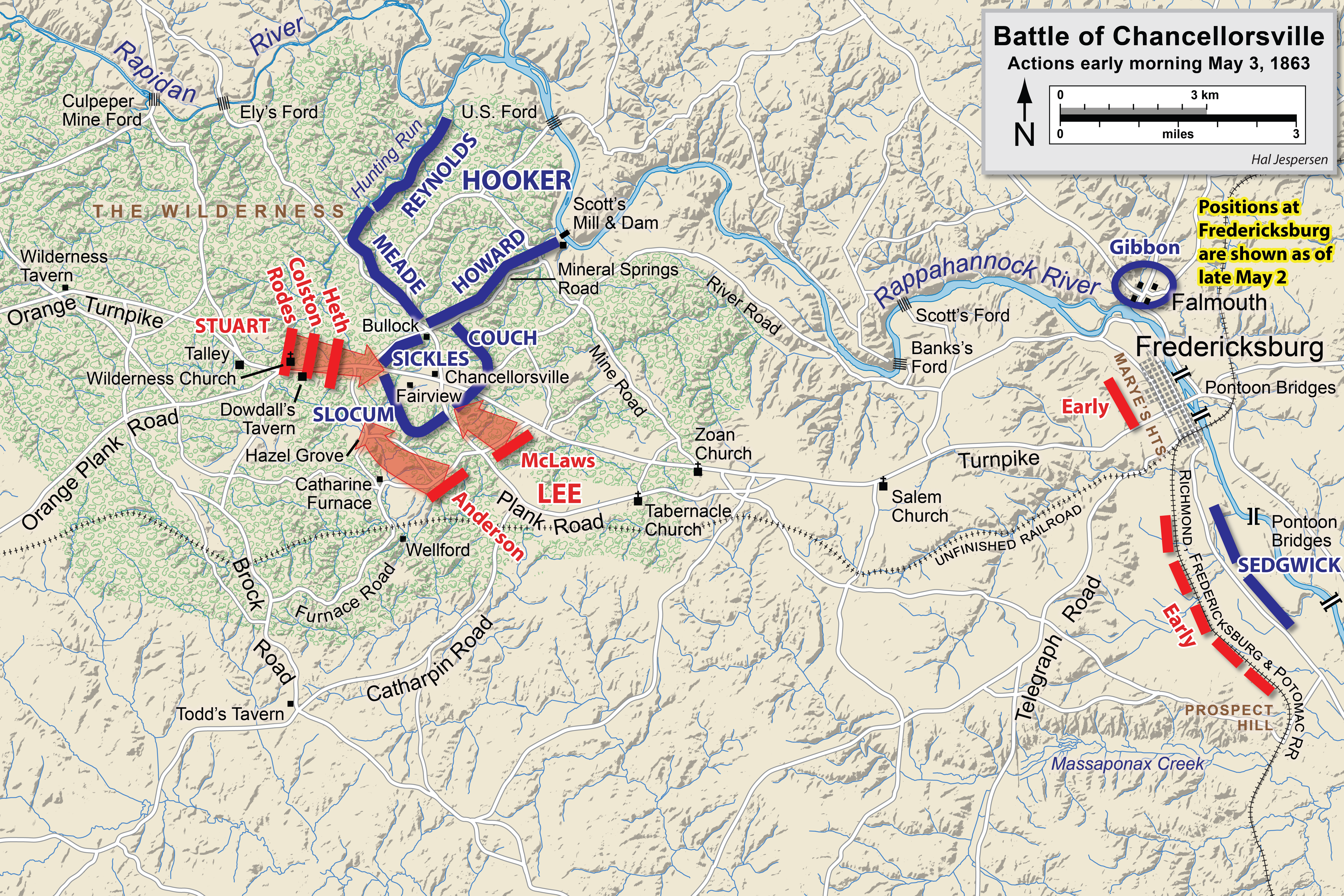
Chancellorsville, ações em 3 de maio, do amanhecer até as 10 horas da manhã.

Apesar da fama da vitória de Stonewall Jackson em 2 de maio, ela não resultou em uma significativa vantagem militar para o Exército da Virgínia do Norte. O XI Corpo de exército de Howard foi derrotado, mas o Exército do Potomac permaneceu sendo uma força poderosa e o I Corpo de exército de  Reynolds chegou durante a noite, substituindo as perdas sofridas por Howard. Cerca de 76 000 homens da União fazem frente a 43 000 confederados em Chancellorsville. As duas metades do exército de Lee em Chancellorsville estão separadas pelo III Corpo de exército de Sickles, que ocupou uma posição forte no terreno alto em Hazel Grove. A menos que Lee pudesse conceber um plano para retirar Sickles de Hazel Grove e juntar as duas metades do seu exército, teria pouca chance de sucesso no ataque às posições da União em torno de Chancellorsville. Felizmente para Lee, Joseph Hooker inadvertidamente colaborou. No início em 3 de maio, Hooker ordenou que Sickles se deslocasse de Hazel Grove para uma nova posição na estrada Plank. Quando eles estavam se retirando, os elementos da retaguarda do corpo de exército de Sickles foram atacados pela brigada confederada do brigadeiro-general James J. Archer, que capturou cerca de 100 prisioneiros e quatro canhões. Hazel Grove foi logo transformada em uma poderosa plataforma de  artilharia com 30 canhões sob o comando do coronel Edward Porter Alexander.
Depois que Jackson foi ferido em 2 de maio, o comando do Segundo Corpo de exército passou para seu comandante de divisões seniores, o major-general A. P. Hill. Porém, Hill logo se feriu. Ele consultou então o brigadeiro-general Robert E. Rodes, o próximo general mais antigo no corpo de exército, e Rodes concordou com a decisão de Hill de chamar o major-general J. E. B. Stuart para assumir o comando, notificando Lee após o fato. O brigadeiro-general Henry Heth substituiu Hill, no comando da divisão. Embora Stuart, um oficial da cavalaria, nunca ter anteriormente comandado a infantaria, ele teria um bom desempenho em Chancellorsville. Na manhã de 3 de maio, a linha de defesa da União se assemelhava a uma gigantesca ferradura. O centro era protegido pelos III, XII, e II Corpo de exército. À esquerda estavam os remanescentes do XI Corpo de exército, e à direita os V e I Corpo de exército. No lado ocidental de Chancellorsville, Stuart organizou suas três divisões para abranger a estrada Plank: a divisão de Heth na frente, 270 a 450 metros atrás, a de Colston, e por último a de Rodes, cujos homens tinham participado da luta mais difícil em 2 de maio, perto da igreja Wilderness. O ataque começou por volta das 05h30 da manhã e foi apoiado pela artilharia recém-instalada em Hazel Grove, e por ataques simultâneos das divisões de Anderson e McLaws vindos do sul e do sudeste. Os confederados foram recebidos por uma feroz resistência das tropas da União, e a luta em 3 de maio foi a mais pesada da campanha. As primeiras ondas de ataques por Heth e Colston conquistaram um pouco do terreno, mas foram rechaçados pelo contra-ataques da União.

Em Hazel Grove, em suma, os melhores artilheiros do Exército da Virgínia do Norte estavam tendo seus melhores dias. Eles tinham canhões, as melhores munições e organização superior. Com o fogo da batalha brilhando através de seus óculos, William Pegram se alegrou. "Um dia glorioso, coronel", disse ele a Porter Alexander, "um dia glorioso!"

Douglas Southall Freeman, Os Tenentes de Lee
Rodes enviou seus homens por último e este empurrão final, juntamente com o excelente desempenho da artilharia confederada, venceu a batalha da manhã. Chancellorsville foi a única ocasião da guerra, na Virgínia, em que os canhões confederados tiveram uma vantagem decisiva sobre os dos federais. Aos canhões confederados em Hazel Grove se juntaram mais vinte na estrada Plank para um duelo eficaz contra os canhões da União nas cercanias de Fairview Hill, fazendo com que o federais se retirassem assim que a munição ficou pouca e a infantaria confederada abatia seus operadores. Fairview foi evacuada às 9h30 da manhã, brevemente recapturada em um contra-ataque, mas por volta das dez horas Hooker ordenou abandoná-la em definitivo. A perda desta plataforma de artilharia condenou também a posição da União na encruzilhada de Chancellorsville, e o Exército do Potomac começou um recuo de combate para as posições em torno de United States Ford. Os soldados das duas metades do exército de Lee se juntaram pouco depois de dez horas da manhã diante da mansão Chancellor, loucamente triunfantes no momento em que Lee chegou montado em seu cavalo Traveller para inspecionar o local de sua vitória.
| “                                                                      | A presença de Lee foi o sinal para uma dessas explosões incontroláveis de entusiasmo que ninguém pode imaginar a menos que tenha participado dela. Os bravos soldados, com seus rostos pintados de preto pela fumaça da batalha, os feridos rastejando com seus membros fracos fugindo da fúria das chamas devoradoras, tudo parecia possuído por um impulso comum. Um longo e ininterrupto aplauso, na qual o grito débil de quem estava indefeso na terra misturou-se com as vozes fortes dos que ainda lutavam, subiu bem acima do rugido da batalha e saudou a presença de um chefe vitorioso. Ele representava a plena realização daquilo que todos os soldados sonhavam - o triunfo; e quando eu olhei para ele na completa fruição do sucesso que sua genialidade, coragem e confiança em seu exército tinha ganhado, eu pensei que aquilo deveria ter saído de alguma cena em que os homens nos tempos antigos, ascendiam à dignidade de deuses. | ” |
| — Charles Marshall, secretário militar de Lee, Evans, vol. 3, pág 390. | |   |

No auge dos combates em 3 de maio, Hooker sofreu uma lesão quando às 09h15 da manhã, uma bala de canhão confederado atingiu um pilar de madeira em que estava encostado em seu quartel-general. Ele escreveu mais tarde que a metade do pilar "violentamente [me golpeou] ... em uma posição ereta da minha cabeça aos pés." Ele provavelmente recebeu uma concussão, que foi suficientemente grave para deixá-lo inconsciente por mais de uma hora. Embora visivelmente incapacitado depois de se levantar, Hooker se recusou a entregar o comando temporariamente para o seu segundo em comando, o major-general Darius N. Couch, e, sem comunicação com o chefe de equipe de Hooker, o major-general Daniel Butterfield, e Sedgwick (mais uma vez devido à falha das linhas do telégrafo), não havia ninguém no quartel-general, com patente suficiente ou estatura para convencer Hooker do contrário. Esta falha afetou o desempenho da União no dia seguinte e contribuiu diretamente para a aparente desempenho tímido e acovardado de Hooker no restante da batalha.

### 3 de maio: Fredericksburg e Salem Church

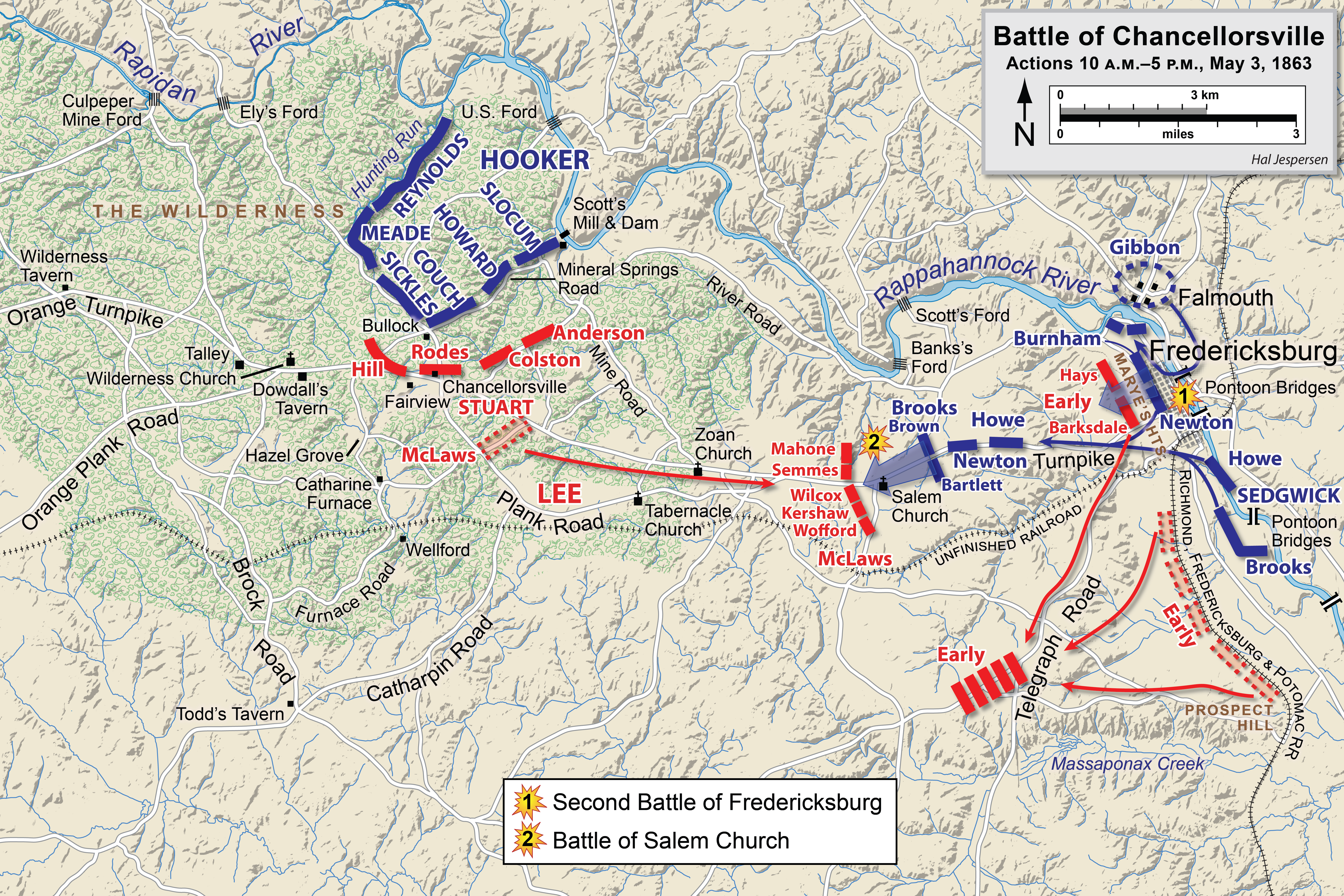
Chancellorsville, ações em 3 de maio, das 10 horas da manhã até as 5 da tarde, incluindo a Segunda Batalha de Fredericksburg e a Batalha de Salem Church.

Enquanto Lee saboreava sua vitória no cruzamento de Chancellorsville, recebeu notícias perturbadoras: a força do major-general John Sedgwick tinha se infiltrado através das linhas de defesa confederadas em Fredericksburg e estava indo em direção a Chancellorsville. Na noite de 2 de maio, no rescaldo do ataque de flanco de Jackson, Hooker havia ordenado que Sedgwick "atravesse o rio Rappahannock em Fredericksburg ao receber esta ordem, e ao mesmo tempo mantenha a sua linha de marcha na estrada de Chancellorsville até você encontrar-se com ele. Você irá atacar e destruir qualquer força que encontrar pela estrada". Lee havia deixado uma força relativamente pequena em Fredericksburg, e ordenado ao brigadeiro-general Jubal Early para "vigiar o inimigo e tentar detê-lo". Se ele fosse atacado em "números esmagadores", Early era para retirar-se em direção a Richmond, mas se Sedgwick abandonasse a posição à sua frente, ele deveria se juntar a Lee em Chancellorsville. Na manhã de 2 de maio, Early recebeu uma mensagem truncada da equipe de Lee que o levou a iniciar uma marcha, com a maioria de seus homens, em direção a Chancellorsville, mas rapidamente retornou após um aviso do brigadeiro-general William Barksdale de um avanço da União contra Fredericksburg. Às sete horas da manhã de 3 de maio, Early foi confrontado com quatro divisões da União: o II Corpo de exército do brigadeiro-general John Gibbon tinha cruzado o rio Rappahannock e se posicionado ao norte da cidade, e três divisões do VI Corpo de exército de Sedgwick - do major-general John Newton e dos brigadeiros-generais Albion P. Howe e William T. H. Brooks - deslocaram-se da linha de frente da cidade para Deep Run. A maioria da força de combate de Early estava posicionada no sul da cidade, onde as tropas federais tinham obtido os seus mais significativos êxitos durante a batalha de dezembro. Marye's Heights estava defendida pela brigada do Mississippi de Barksdale e Early ordenou que a brigada da Louisiana do brigadeiro-general Harry T. Hays se deslocasse da extrema direita para a esquerda de Barksdale.

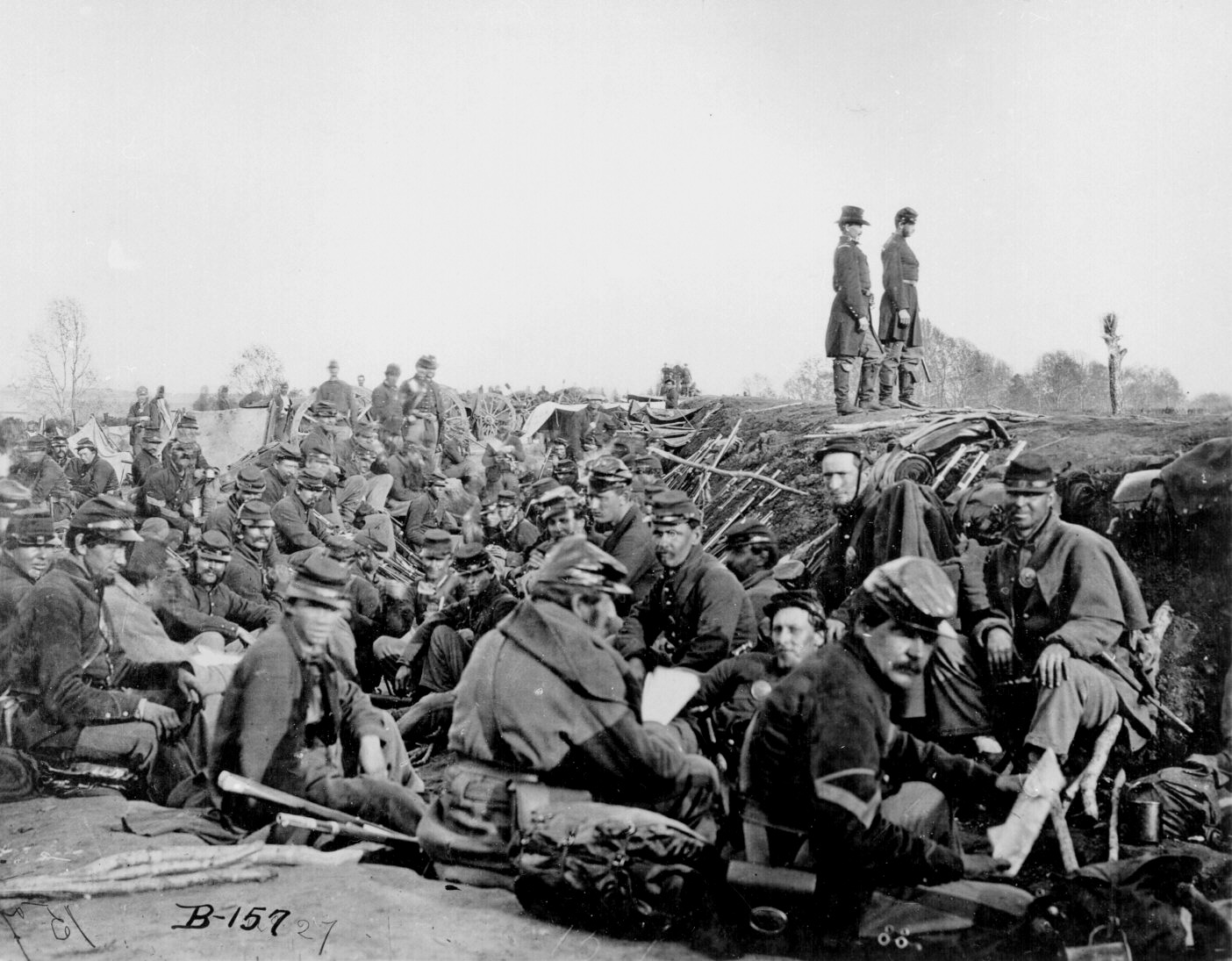
Soldados do VI Corpo de exército, do Exército do Potomac, em trincheiras antes do ataque a Marye's Heights na Segunda Batalha de Fredericksburg durante a campanha de Chancellorsville, Virgínia, maio de 1863. Esta fotografia (Biblioteca do Congresso #B-157) às vezes é erroneamente datada de 1864 Cerco de Petersburg, Virgínia.

No meio da manhã, dois ataques da União contra o infame muro de pedras em Marye's Heights foram repelidos com numerosas baixas. Uma equipe da União, sob a bandeira branca foi autorizada a se aproximar da linha defensiva confederada para recolher os feridos, mas ao mesmo tempo, estando perto do muro de pedras, eles foram capazes de observar como a linha confederada estava pouco guarnecida. Um terceiro ataque da União foi bem sucedido e conseguiu ultrapassar a posição confederada. Early foi capaz de organizar uma eficaz retirada de combate. A estrada para Chancellorsville estava aberta para John Sedgwick, mas ele perdeu tempo formando uma coluna de marcha. Seus homens, liderados pela divisão de Brooks, seguida pelas de Newton e Howe, foram retardados por várias horas devido às ações sucessivas contra a brigada do Alabama do brigadeiro-general Cadmus M. Wilcox. Sua linha de defesa formava uma barreira na estrada Plank, na altura da igreja de Salem, onde estava acompanhado por três brigadas da divisão de McLaws e uma de Anderson, num total de cerca de 10 000 homens.
O fogo de artilharia foi trocada por ambos os lados na tarde e às 5h30, duas brigadas da divisão de Brooks atacaram as duas margens da estrada Plank. O avanço vindo do sul da estrada chegou até o jardim da igreja, mas recuou. O ataque ao norte da estrada não poderia romper a linha confederada. Wilcox descreveu a ação como "uma sangrenta repulsa ao inimigo, tornando completamente inútil para ele o seu pequeno sucesso pela manhã em Fredericksburg". Hooker expressou seu desapontamento com Sedgwick: "meu objetivo em ordenar ao general Sedgwick um avanço ... Era para aliviar-me da posição em que me encontrava em Chancellorsville. ... Em meu julgamento, o general Sedgwick não entendeu o espírito da minha ordem, e não fez o esforço suficiente para cumpri-la. ... Quando ele se deslocou, não foi com confiança suficiente ou capacidade de sua parte para manobrar suas tropas".
A luta de 3 de maio de 1863, foi uma das mais violentas do que em qualquer outro lugar na guerra. A perda de 21 357 homens naquele dia nas três batalhas, divididos igualmente entre os dois exércitos, coloca a luta atrás apenas da Batalha de Antietam como o dia mais sangrento da guerra.

### 4-6 de maio: a retirada da União

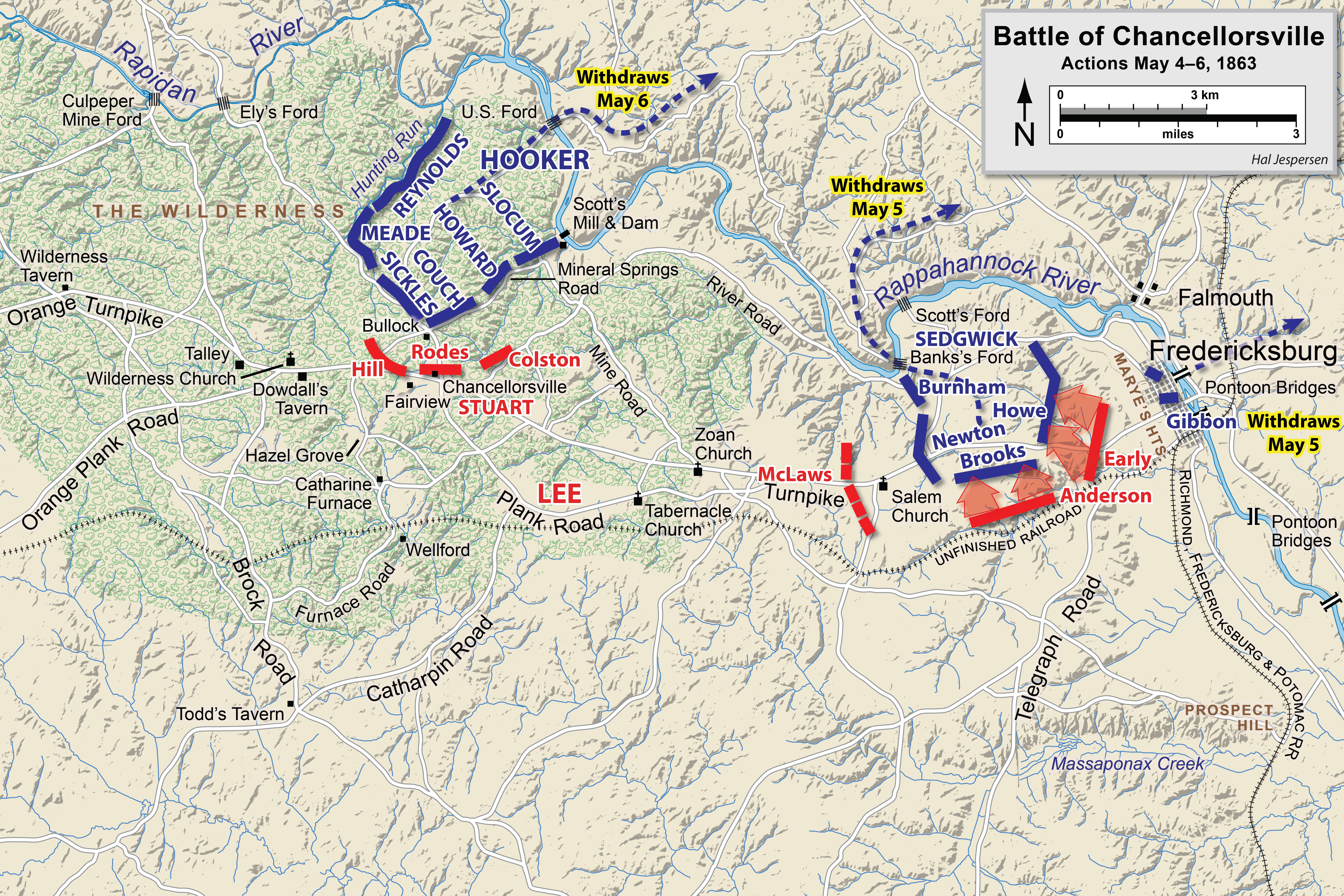
Chancellorsville, ações em 4 de maio, as retiradas em 5 e 6 de maio.

Na noite de 3 de maio e durante todo o dia 4, Hooker permaneceram em suas defesas ao norte de Chancellorsville. Lee observou que Hooker não representava qualquer ameaça ofensiva, por isso se sentiu tranquilo ao ordenar que a divisão de Anderson se juntasse à batalha contra Sedgwick. Ele enviou ordens para Early e McLaws para cooperarem em um ataque conjunto, mas as ordens chegaram a seus subordinados depois de escurecer, de modo que o ataque ficou planejado para 4 de maio. Nessa altura Sedgwick havia colocado suas divisões em uma forte posição defensiva com seus flancos ancorados no rio Rappahannock, três lados de um retângulo se estendendo pelo sul da estrada Plank. O plano de Early era fazer com que as tropas da União se retirassem de Marye's Heights e de outras elevações a oeste de Fredericksburg. Lee ordenou que McLaws se aproximasse pelo oeste "para evitar [que o inimigo] se concentrasse no general Early".
Early reocupou Marye's Heights na manhã de 4 de maio, expulsando Sedgwick da cidade. Porém, McLaws estava relutante em efetuar qualquer ação. Antes do meio dia, Lee chegou com a divisão de Anderson, dando-lhe um total de 21 000 homens, superando ligeiramente em número o efetivo de Sedgwick. Apesar da presença de Lee, McLaws continuou com seu papel passivo e os homens de Anderson levaram algumas horas para tomarem posição, uma situação que frustrou e irritou Early e Lee, que tinham planejando um ataque concentrado partindo das três direções. O ataque finalmente começou por volta das seis horas da tarde. Duas das brigadas de Early (sob o comando dos brigadeiros-generais Harry T. Hays e Robert F. Hoke) forçaram o centro-esquerdo de Sedgwick para trás, do outro lado da estrada Plank, mas o esforço de Anderson foi uma versão leve e mais uma vez McLaws não contribuiu em nada. Durante todo o dia de 4 de maio, Hooker não forneceu qualquer ajuda ou orientação útil para Sedgwick, e Sedgwick pensou em pouco mais em proteger a sua linha de defesa ou se retirar.
Sedgwick retirou-se atravessando o rio Rappahannock em Banks's Ford durante as horas antes do amanhecer de 5 de maio. Quando soube que Sedgwick tinha recuado para o rio, Hooker sentiu que estava sem opções para salvar a campanha. Convocou então um conselho de guerra e pediu a seus comandantes de corpos de exércitos para votarem sobre a possibilidade de ficar e lutar ou de se retirar. Embora a maioria votasse pela luta, Hooker achou que bastava, e na noite de 5-6 de maio, retirou-se para o outro lado do rio, através de U.S. Ford. Foi uma operação difícil. Hooker e a artilharia cruzaram em primeiro lugar, seguidos pela infantaria iniciando às seis horas da manhã de 6 de maio. O V Corpo de exército de Meade serviu de retaguarda. As chuvas fizeram as águas do rio subirem de nível e ameaçaram arrastar as pontes flutuantes. Couch ficou no comando na margem sul, depois que Hooker partiu, mas ficou com ordens explícitas para não continuar a batalha, que ele tinha sido tentado a fazer. A retirada surpresa frustrou o plano de Lee de um ataque final contra Chancellorsville. Ele tinha enviado ordens para a sua artilharia para bombardear a linha da União, na preparação para um outro ataque, mas quando estavam prontos Hooker e seus homens já tinham ido embora.

## Consequências
Meu Deus! É horrível - horrível; e pensar que, 130 mil excelentes soldados foram cortados em pedaços por menos de 60 mil maltrapilhos esfomeados!

Horace Greeley, New York Tribune
A cavalaria da União, sob o comando do brigadeiro-general George Stoneman, após uma semana de incursões ineficazes nas regiões central e sul da Virgínia nas quais eles não conseguiram atacar nenhum dos objetivos estabelecidos por Hooker, retirou-se para dentro da linha defensiva da União a leste de Richmond - a península norte do rio York, em frente de Yorktown - em 7 de maio, encerrando a campanha.

### Baixas

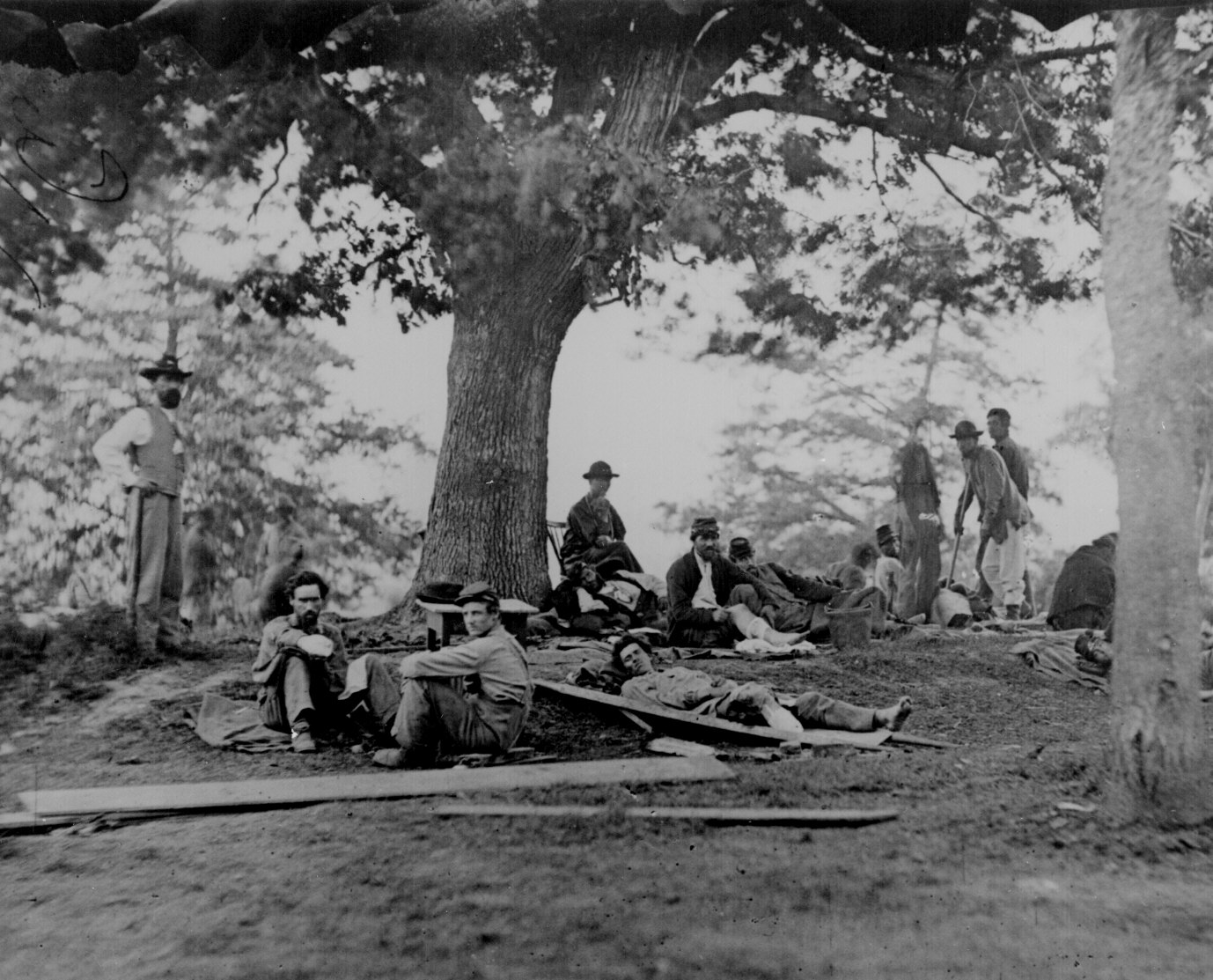
Soldados feridos sendo atendidos em um campo após a batalha de Chancellorsville, 2 de maio de 1863.
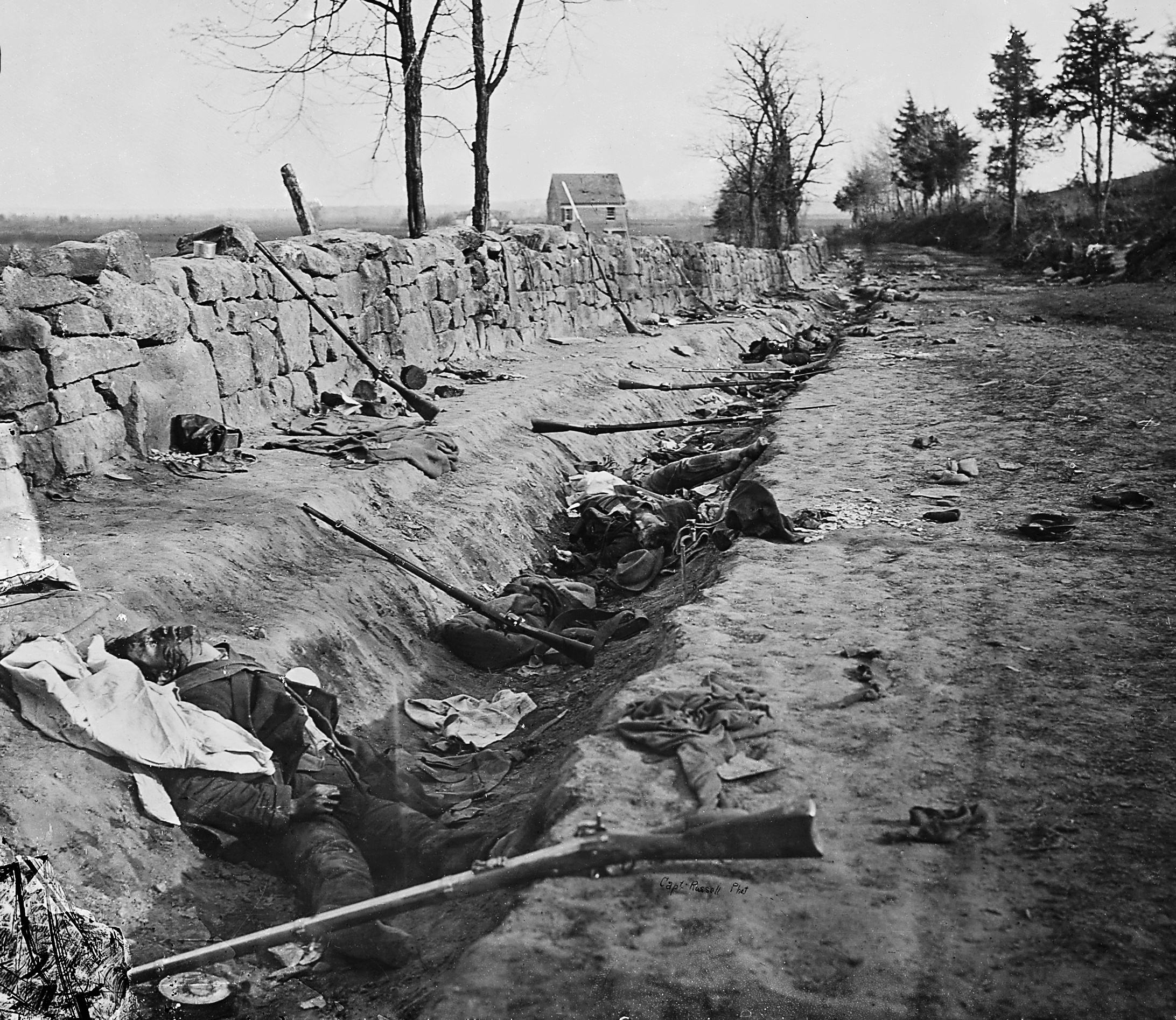
Soldado confederado morto atrás do muro de pedras de Marye's Heights, Fredericksburg, Virgínia, morto durante a Campanha de Chancellorsville (a Segunda Batalha de Fredericksburg), maio de 1863. Fotografia de Andrew J. Russell.

Lee, apesar de estar em desvantagem numérica com uma proporção de mais de dois para um, obteve sem dúvida sua maior vitória na guerra, às vezes descrita como a sua "batalha perfeita". Porém, ele pagou um preço terrível por isso. Com apenas 60 000 homens envolvidos na campanha, ele sofreu 13 303 baixas (1 665 mortos, 9 081 feridos, 2 018 desaparecidos ou capturados), perdendo cerca de 22% de sua força - homens que a Confederação, com os seus limitados recursos humanos, não pode substituir. Sendo o mais grave, a perda de seu comandante de campo mais agressivo, Stonewall Jackson. O brigadeiro-general Elisha F. Paxton foi outro general confederado morto durante a batalha. Depois que  Longstreet se juntou ao exército principal, criticou muito a estratégia de Lee, dizendo que batalhas como a de Chancellorsville custaram à Confederação mais homens do que ela podia se dar ao luxo de perder.
Dos 133 mil homens da União envolvidos na campanha, 17 197 foram as baixas (1 606 mortos, 9 672 feridos, 5 919 desaparecidos ou capturados), uma porcentagem muito menor daquela de Lee, especialmente considerando-se que ela inclui 4 000 homens do XI Corpo de exército que foram capturados em 2 de maio. Quando se comparam apenas os mortos e feridos, quase não houve diferenças entre as perdas confederadas e federais em Chancellorsville. A União perdeu três generais na campanha: os majores-generais Hiram Gregory Berry e Amiel Weeks Whipple e o brigadeiro-general Edmund Kirby.

### A avaliação de Hooker
A Chancellorsville de Lee consistiu de um pastiche incrivelmente arriscado que levou a um grande triunfo. A campanha de Hooker, após os brilhantes movimentos de abertura, degenerou em um conto de oportunidades perdidas e tropas subutilizadas.

Robert K. Krick, Lee's Greatest Victory
Hooker, que começou a campanha acreditando que tinha "80 chances em 100 para ser bem sucedido", perdeu a batalha por falta de comunicação, a incompetência de alguns de seus principais generais (especialmente Howard e Stoneman, assim como também Sedgwick), principalmente devido a perda de confiança. Entre os erros de Hooker estão: ter abandonado a sua pressão ofensiva em 1 de maio e ordenado a Sickles que desistisse de Hazel Grove e se retirasse em 2 de maio. Ele também errou em sua disposição das forças; apesar da exortação de Abraham Lincoln, "desta vez mobilize todos os seus homens", cerca de 40 000 homens do Exército do Potomac mal dispararam um tiro. Quando mais tarde perguntaram, por que ele havia ordenado a suspensão de seu avanço em 1 de maio, Hooker tem a fama de ter respondido: "Pela primeira vez, eu perdi a fé em Hooker". No entanto, Stephen W. Sears categorizou isso como sendo um mito:
Nada foi mais danoso à reputação militar do general Joseph Hooker do que isso, em The Campaign of Chancellorsville (1910) de John Bigelow: "Um par de meses mais tarde, quando Hooker cruzou o Rappahannock [na verdade, o Potomac] com o Exército do Potomac na Campanha de Gettysburg, ele foi perguntado pelo general Doubleday: 'Hooker, qual foi o problema com você em Chancellorsville? ... Hooker respondeu francamente ... 'Doubleday ... por uma vez eu perdi a confiança em Hooker'".
A pesquisa de Sears mostrou que Bigelow estava citando uma carta escrita em 1903 por um E. P. Halstead, que estava na equipe da divisão do I Corpo de exército de Doubleday. Não há evidências de que Hooker e Doubleday tenham se encontrado durante a Campanha de Gettysburg, nem se havia qualquer chance deles terem se encontrado - eles estavam a dezenas de quilômetros de distância. Finalmente, Doubleday não fez menção a tal confissão de Hooker em sua história da Campanha de Chancellorsville, publicada em 1882. Sears conclui:
Só pode-se concluir que quarenta anos após o evento, o já idoso ex-oficial Halstead, na melhor das hipóteses, tenha relatado algumas vagas lembranças do campo de batalha, e na pior das hipóteses, criado um papel para si mesmo nas histórias da campanha ... Seja quais tenham sido as falhas de Joe Hooker em Chancellorsville, ele não as confessaria publicamente.

### A reação da União
A União ficou chocada com a derrota. O presidente Abraham Lincoln foi citado como tendo dito: "Meu Deus! Meu Deus! O que o país irá dizer?" Poucos generais de carreira foram vítimas da campanha. Hooker demitiu Stoneman por incompetência e por muitos anos fez uma campanha injuriosa contra Howard, que ele responsabilizou pela sua perda. Escreveu em 1876 que Howard era "um hipócrita ... totalmente incompetente ... uma perfeita velha ... um homem mau." Ele rotulou Sedgwick de "negligente". Couch ficou tão espantado com a conduta de Hooker na batalha (e suas incessantes manobras políticas) que renunciou e foi colocado no comando da milícia da Pensilvânia. O presidente Lincoln optou por manter Hooker no comando do exército, mas o atrito entre Lincoln, o general em chefe Henry W. Halleck, e Hooker tornou-se intolerável nos primeiros dias da Campanha de Gettysburg e Lincoln exonerou Hooker do comando em 28 de junho, pouco antes da Batalha de Gettysburg. Uma das consequências de Chancellorsville em Gettysburg foi a conduta de Daniel Sickles, que, sem dúvida, lembrou as terríveis consequências da retirada de Hazel Grove, quando ele decidiu ignorar as ordens de seu general e movimentou suas linhas no segundo dia de batalha para garantir que uma parte pequena do terreno alto, o Peach Orchard, não ficasse disponível para a artilharia do inimigo.

### A reação confederada
O público confederado teve sentimentos mistos sobre o resultado, a alegria na vitória tática Lee temperada pela perda de seu general mais amado, Stonewall Jackson. Após a morte de Jackson, Lee reorganizou o Exército da Virgínia do Norte de dois grandes corpos de exército para três, sob os comandos de James Longstreet, Richard Stoddert Ewell, e A. P. Hill. A novas atribuições para os dois últimos generais causaram algumas dificuldades de comando na campanha seguinte de Gettysburg, que começou em junho. A principal consequência para Gettysburg, no entanto, foi a atitude que Lee absorveu de sua grande vitória em Chancellorsville, a de que seu exército era praticamente invencível e que teria sucesso em tudo o que ele pedisse para que fizessem.
Lee mais tarde escreveu sobre a batalha: "Em Chancellorsville nós ganhamos outra vitória; nosso povo estava louco de alegria — eu, ao contrário, estava mais deprimido do que depois de Fredericksburg; nossas perdas foram severas e, novamente, não ganhamos um centímetro de território e o inimigo não pôde ser perseguido."

### Preservação do campo de batalha

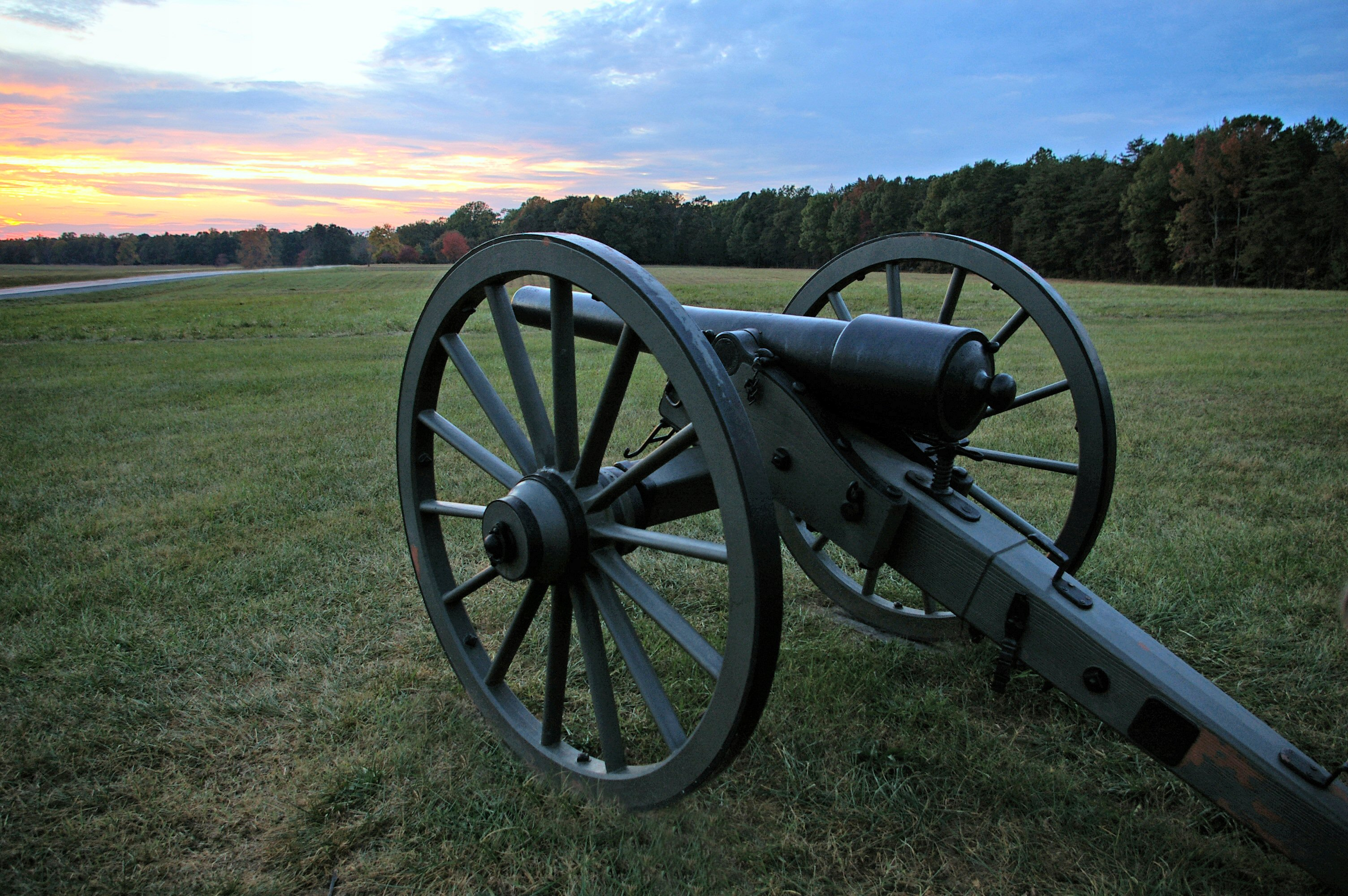
Fotografia atual do campo de batalha, preservado como parte do Parque Nacional Militar de Fredericksburg e Spotsylvania.

O campo de batalha era uma cena de destruição generalizada, coberto com homens e animais mortos. A família Chancellor, cuja casa foi destruída durante a batalha, colocou à venda a propriedade de 854 hectares quatro meses após a batalha. Uma versão menor da casa foi reconstruída usando alguns dos materiais originais, que serviu como um marco para muitas reuniões de veteranos no final do século XIX. Em 1927, a casa reconstruída foi destruída por um incêndio. Naquele mesmo ano, o Congresso dos Estados Unidos autorizou o Parque Nacional Militar de Fredericksburg e Spotsylvania, que preservasse parte do terreno que viu a luta na Batalha de Fredericksburg, na Campanha de Chancellorsville, na Batalha do Wilderness, e na Batalha de Spotsylvania Court José (as duas últimas sendo as batalhas principais da Campanha Terrestre de 1864).

## Na mídia popular
A Batalha de Chancellorsville foi retratado no filme de 2003 Gods and Generals, baseado no romance de mesmo nome. O tratamento da batalha, tanto no romance, quanto no filme, foca o ataque de Jackson contra o flanco direito da União, seu ferindo, e sua posterior morte.
A batalha serviu de base para o romance de 1895 The Red Badge of Courage, de Stephen Crane.

## Leituras adicionais
- Ballard, Ted, e Billy Arthur. Chancellorsville Staff Ride: Briefing Book. Washington, DC: United States Army Center of Military History, 2002. OCLC 50210531.
- Bigelow, John. The Campaign of Chancellorsville, a Strategic and Tactical Study. New Haven: Yale University Press, 1910. OCLC 1348825.
- Stephen Crane. The Red Badge of Courage. Upper Saddle River, NJ: Prentice Hall, 1895. ISBN 978-0-13-435466-8.
- Dodge, Theodore A. The Campaign of Chancellorsville. Boston: J. R. Osgood & Co., 1881. OCLC 4226311.